# Deutsch-portugiesische Beziehungen
Die deutsch-portugiesischen Beziehungen beschreiben das zwischenstaatliche Verhältnis zwischen Deutschland und Portugal. Beide Länder sind Mitglieder u. a. des Europarats, der Organisation für Sicherheit und Zusammenarbeit in Europa, der OECD, der NATO, der Europäischen Weltraumorganisation, der Europäischen Union, der Eurozone und des Schengen-Raums.
Die bilateralen Beziehungen werden durch die Wirtschaftsbeziehungen, den kulturellen Austausch und die Auswanderergemeinden im jeweils anderen Land geprägt.
Mitte 2013 lebten etwa 25.000 deutsche Staatsbürger in Portugal, besonders an der Algarve. Im Jahr 2015 lebten in Deutschland 133.929 portugiesische Staatsbürger, die im Allgemeinen als unauffällig und gut integriert gelten. Die Stadt mit dem prozentual höchsten Anteil portugiesischstämmiger Bewohner ist Groß-Umstadt (ca. 8 %, etwa 1.500 Personen), die zahlenmäßig größte portugiesische Gemeinde mit etwa 10.000 Portugiesen lebt in der Hansestadt Hamburg, die in Deutschland die ältesten und vielfältigsten Verbindungen zu Portugal hat, was sich u. a. in der städtischen Ehrenmedaille Portugaleser, der 1903 an der Kornhausbrücke eingeweihten Statue des portugiesischen Entdeckers Vasco da Gama oder dem ehemaligen portugiesischen Schulschiff Rickmer Rickmers zeigt, das seit 1983 als Museumsschiff im Hamburger Hafen liegt. Der deutsch-portugiesischen Professorin Carolina Michaëlis de Vasconcelos wurde sowohl in Hamburg als auch in Freiburg i. Br. die Ehrendoktorwürde verliehen. Zahlreiche Straßen sind in Deutschland nach ihr benannt. In Porto trägt eine Schule und die dazugehörige U-Bahn-Station ihren Namen. Im Oktober 2003 wurde in Hamburg zudem der Amália-Rodrigues-Weg eingeweiht, benannt nach der portugiesischen Sängerin Amália Rodrigues. Auch andere portugiesische Gemeinden in Deutschland haben seit den 1960er Jahren einige Präsenz entwickelt, etwa durch gastronomische Aktivitäten oder durch religiöse Feste mit meist volkstümlichen Einflüssen, etwa die Fátima-Prozession im westfälischen Werl, die seit den 1970er Jahren um den 13. Mai herum stattfindet.
Einige Bauten portugiesischer Architekten befinden sich in Deutschland. Zu nennen sind insbesondere Emanuel Herigoyen, der zur Jahrhundertwende vom 18. zum 19. Jahrhundert seine Spuren in Aschaffenburg, Regensburg und München hinterließ und Siza Vieira, der eine Vielzahl Bauten in Deutschland entwarf, darunter das Wohnhaus „Bonjour Tristesse“ am Schlesischen Tor in Berlin oder auch die Vitra-Werkshallen in Weil am Rhein. Der deutsche Architekt Andreas Mörschel verwirklichte in Portugal zahlreiche Objekte, darunter die João-Rocha-Sporthalle, das neue Klinikum in Braga und weitere öffentliche Gebäude.
Nach der portugiesischen Titular-Königin Auguste Viktoria von Hohenzollern ist die gleichnamige Schlossanlage Queen-Auguste-Victoria-Park in Umkirch bei Freiburg im Breisgau benannt.
Die Stadt Düsseldorf stellte in ihrer Geschichte mit Marie Sophie von der Pfalz (* 6. August 1666 auf Schloss Benrath in Düsseldorf; † 4. August 1699 in Lissabon) und Stephanie von Hohenzollern-Sigmaringen (* 15. Juli 1837 in Krauchenwies; † 17. Juli 1859 in Lissabon) zwei portugiesische Königinnen.
Das preußische Adelsgeschlecht Oriola ist portugiesischer Abstammung.
Mit dem in Portugal gedrehten, US-amerikanischen Film Willkommen, Mister B. wurde die vom deutschen Bert Kaempfert komponierte Melodie Beddy Bye als Strangers in the Night 1966 zum Welthit.
In der deutschen Sprache sind einige Lehnwörter aus dem Portugiesischen zu finden, etwa Albatros, Marmelade, Barock oder auch das Palavern. In entgegengesetzter Richtung finden sich auch in Portugal linguistische Spuren deutschen Ursprungs, etwa die Worte Kindergarten, Angst oder auch Panzer.

## Geschichte

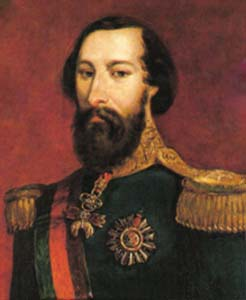
König Ferdinand II. von Portugal aus der deutschen Adelsfamilie Sachsen-Coburg und Gotha

### Bis 1900
Im Zuge des Zerfalls des Römischen Reiches eroberten im frühen 5. Jahrhundert n. Chr. Germanenstämme die Iberische Halbinsel, darunter die Vandalen. So errichteten die Sueben ein Reich auf heutigem portugiesischen Gebiet.
Unter den Kreuzrittern aus dem Rheinland (Teilnehmer am Zweiten Kreuzzug), die Afonso Henriques beim Kampf gegen die Araber unterstützten, ist Heinrich aus Bonn die bekannteste Gestalt. Er spielte 1147 eine entscheidende Rolle bei der Belagerung Lissabons und wurde zum Märtyrer erklärt. Er ist als einzige deutsche Figur in Die Lusiaden von Luís de Camões eingegangen und dient daher als beliebter Ausgangspunkt in der bilateralen diplomatischen Oratorik.
Mit Eleonore Helena von Portugal wurde 1452 eine portugiesische Prinzessin die Frau des deutschen Kaisers Friedrich III.
Als im 16. Jahrhundert die Juden auch aus Portugal vertrieben wurden, gingen die Kaufleute unter ihnen zu einem Teil auch nach Hamburg (siehe hierzu auch Geschichte der Juden in Hamburg). 1652 lebten hier etwa 1250 Portugiesen, die sich weiterhin überwiegend dem Handel widmeten und auf dem 1611 eröffneten Portugiesenfriedhof bestattet wurden. Die Stadt verdankt ihren wirtschaftlichen und kulturellen Aufschwung im 17. und 18. Jahrhundert zu einem großen Teil portugiesischen Kaufmannsfamilien wie den Teixeiras, Curiels, Lurias oder Coutinhos. Bis heute wirkt dieses Erbe in Hamburg nach, wo heute die auch zahlenmäßig bedeutendste portugiesische Gemeinde ansässig ist. Mit dem Portugiesenviertel am Hafen existiert zudem ein portugiesisch geprägtes Café- und Restaurantviertel. Spezialitäten wie das Pastel de Nata oder der Galão sind heute am bekanntesten in Deutschland und gehören in Hamburg z. T. bereits zur Alltagskultur.
1687 heiratete Marie Sophie von der Pfalz den König von Portugal Peter II. (Portugal) in seiner zweiten Ehe, zunächst am 2. Juli 1687 per procuram in Heidelberg, während die eigentliche Trauung am 30. August im Dom von Lissabon vollzogen wurde.

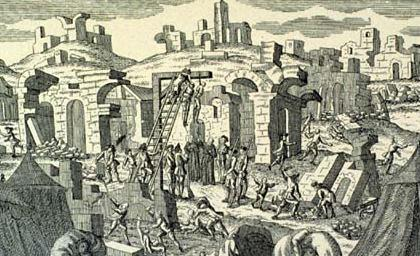
Hinrichtung in den Ruinen von Lissabon. Ausschnitt aus einem deutschen Kupferstich von 1755 im Museu da Cidade, Lissabon.

Das Erdbeben von Lissabon 1755 veränderte das Weltbild in Europa nachhaltig. Auch in Deutschland traf diese unvorhersehbare Naturkatastrophe auf große Anteilnahme. Sie beschäftigte auch viele Gelehrte der Aufklärung, unter anderem von Goethe, Gotthold Ephraim Lessing und Immanuel Kant. Johann Wolfgang von Goethe veröffentlichte Schilderungen zum Erdbeben von Lissabon. In Kleists Erzählung Das Erdbeben in Chili (1807) über Reinhold Schneiders Erzählung Das Erdbeben (1932) bis zur Verwendung in Peter Sloterdijks Roman Der Zauberbaum (1985) und einem Radioessay für Kinder aus der Feder Walter Benjamins wurde das Erdbeben von Lissabon zum Sinnbild für die Frage nach der Rechtfertigung Gottes angesichts des Übels in der Welt.
1762 hatte der Graf Wilhelm (Schaumburg-Lippe) bei Kriegsausbruch in Diensten Portugals maßgeblichen Anteil daran, dass Portugal gegen Spanien militärischen Erfolg hatte. Im darauffolgenden Jahr ließ der König auf sein Anraten vor Elvas das „Fort Graf Lippe“ in das heutige Welterbe UNESCO-Ambiente der größten erhaltenen Bollwerk-Befestigungsanlagen der Welt errichten.
1815 vertrat der deutschstämmige Graf Pedro de Sousa Holstein Portugal beim Wiener Kongress, wo es zu einer Neuordnung Europas kam.

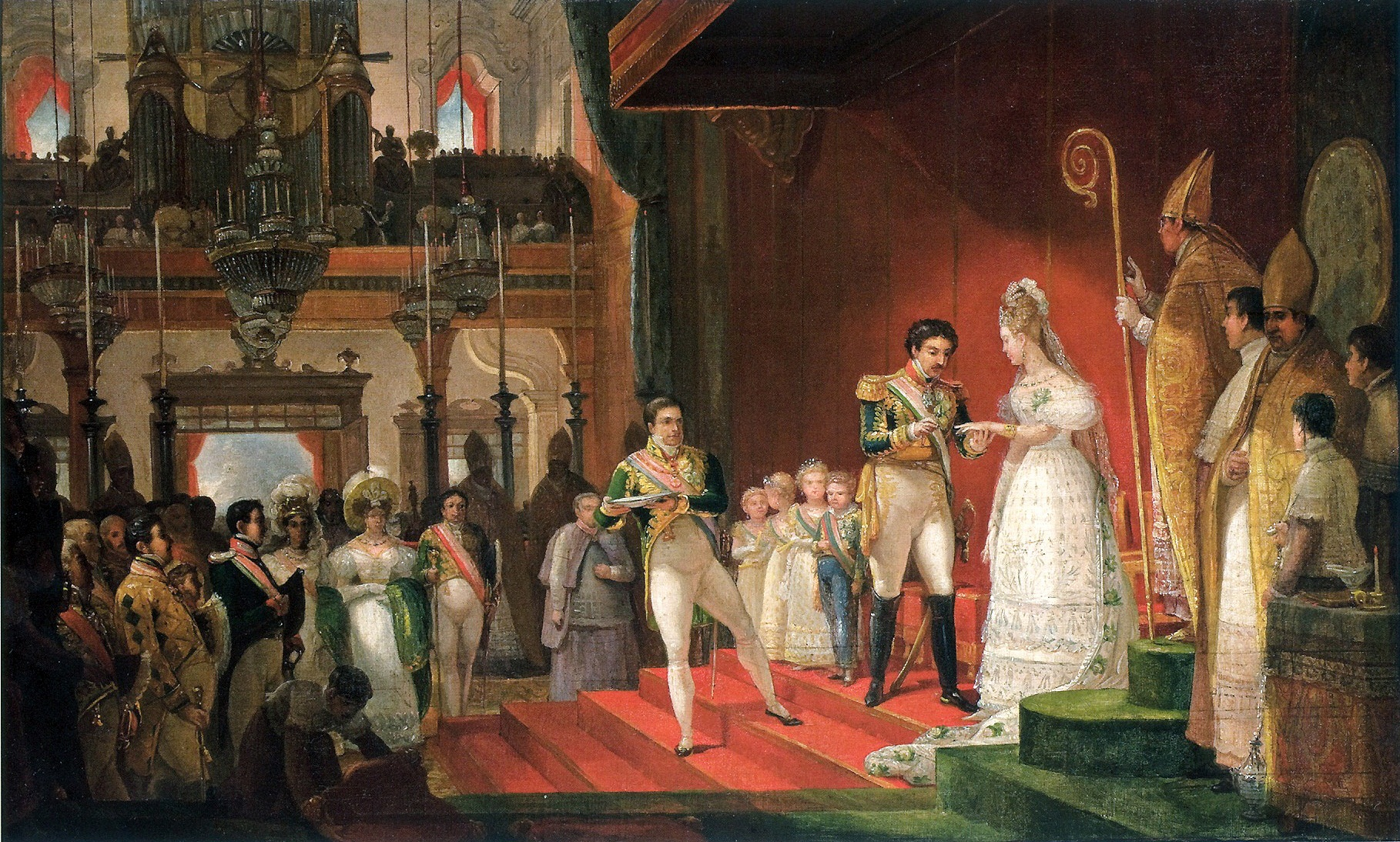
Hochzeit von Amélie von Leuchtenberg und Kaiser Peter I. 1829, Aquarell von Jean Baptiste Debret

Am 2. August 1829 heiratete Peter I. (1798–1834), Kaiser von Brasilien die deutsche Amélie von Leuchtenberg in München, in der Kapelle des Palais Leuchtenberg Trauung per Stellvertreter. Ihr Onkel Karl von Bayern war der Vertreter Pedros. Am 25. Juli 1829 ratifizierte ihr Ehrenvormund König Ludwig I. (Bayern) den zuvor ausgehandelten Ehevertrag. Ihr Bruder Auguste de Beauharnais und der renommierte Naturforscher und Brasilien-Experte Carl Friedrich Philipp von Martius begleiteten sie auf ihrer Reise von England nach Brasilien, die am 30. August 1829 in Portsmouth begann und am 16. Oktober 1829 im Hafen von Rio de Janeiro endete.
Es war eine sehr unruhige Zeit, da es kurz darauf zum Bürgerkrieg, dem sogenannten Miguelistenkrieg (1832–1834) zwischen den Anhängern des Königs Michael I., den Friedrich Prinz von Hessen und bei Rhein aktiv unterstützte, und den Anhängern seines Bruders, des Exkönigs Peter IV. und dessen Tochter Maria II. kam.
1836 wurde der Herzog von Palmela in Lissabon nach Beendigung des Miguelistenkriegs durch die neuen Cortes zum Premierminister gewählt.
Am 9. April 1836 heiratete die portugiesische Königin Maria II. den deutschen Adeligen Ferdinand von Sachsen-Coburg-Gotha. Dadurch kam der portugiesische Zweig dieser deutschen Adelsfamilie, die sich auf das Haus Wettin und die Markgrafen von Meißen zurückführen lässt, in Portugal auf den Thron.

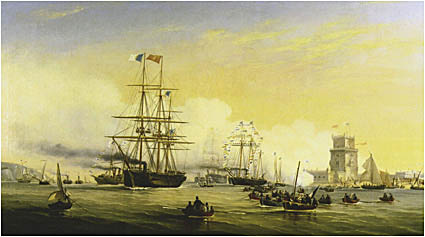
Ankunft Stephanies von Hohenzollern und Bruder Leopold 1858, im Hintergrund der Torre de Belém. (Gemälde von Joao Pedroso)

Deren Schwiegertochter Stephanie von Hohenzollern-Sigmaringen (1837–1859) segelte in Begleitung ihres Bruders Leopold von Hohenzollern und des preußischen Oberzeremonienmeisters Rudolf von Stillfried-Rattonitz nach Lissabon und heiratete dort 1858 ihren ältesten Sohn, König von Portugal Peter V. (1837–1861).
In Düsseldorf und später auch in Lissabon war die karitativ tätige Stephanie den Menschen als „Engel der Armen“ ein Begriff. Bereits ein Jahr nach ihrem Tod wurde ihr in Düsseldorf ein Denkmal errichtet: Die Büste der Königin auf einer schwarzen Marmorsäule wurde durch den Schadowschüler Julius Bayerle geschaffen. Das Denkmal für die Prinzessin Stephanie von Hohenzollern wurde 1890 durch den Bildhauer Josef Tüshaus erneuert. Der Lyriker Wolfgang Müller von Königswinter verfasste 1859 ein Gedicht, das den Tod Stephanies beklagt. Jedes Jahr am zweiten Sonntag im Mai gedenken die Schützen Düsseldorfs der Königin am Stephanientag. In der Stadtmitte von Düsseldorf erinnert die Stephanienstraße (Klosterstraße bis Leopold-Straße) an die Hohenzollern, ebenso ist nach Stephanie ein Krankenhaus im Zentrum Lissabons benannt. Düsseldorfer und Lissaboner Bürger stifteten eine Büste im heutigen portugiesischen Außenministerium. Eine Gedenkplakette befindet sich an der Gartenfront von Schloss Jägerhof in Düsseldorf.
Leopold von Hohenzollern heiratete 1861 in Lissabon Antonia Maria von Portugal, 1899 ließ der Fürst das Schloss Sigmaringen neu gestalten. Zudem ließ er dort die sogenannte „Portugiesische Galerie“ bauen.
Das Haus Braganza ist eng mit dem Adelsgeschlecht Thurn und Taxis verknüpft. 1851 bis zu seinem Tod 1866 lebte der ehemalige portugiesische König Michael I. (Portugal) in Bronnbach im Exil. Michael I. heiratete die deutsche Adelheid von Löwenstein-Wertheim-Rosenberg 1851. Aus dieser Ehe gingen sieben Kinder hervor, Michael II. heiratete 1877 im Regensburger Dom die Prinzessin Elisabeth von Thurn und Taxis (1860–1881). Franz Joseph von Thurn und Taxis ehelichte Elisabeth von Braganza; sein Bruder Karl August von Thurn und Taxis ehelichte ihre Schwester Maria Anna von Braganza, aus dieser Ehe gingen drei Kinder hervor.
Der Palácio Nacional da Ajuda ist der königliche Palast Portugals, beeindruckend ist die Sala Saxe, ein Hochzeitsgeschenk des Königs von Sachsen an die Königin Maria Pia im Jahre 1861, in der alle Möbelstücke mit Meissener Porzellan verziert sind.
Der portugiesische Augenarzt Gama Pinto (1853–1945) wirkte an der Universität Heidelberg. Während seiner Zeit in Deutschland publizierte er auch in deutscher Sprache, bevor er 1885 nach Lissabon zurückkehrte.

### Seit 1900
Erster Weltkrieg

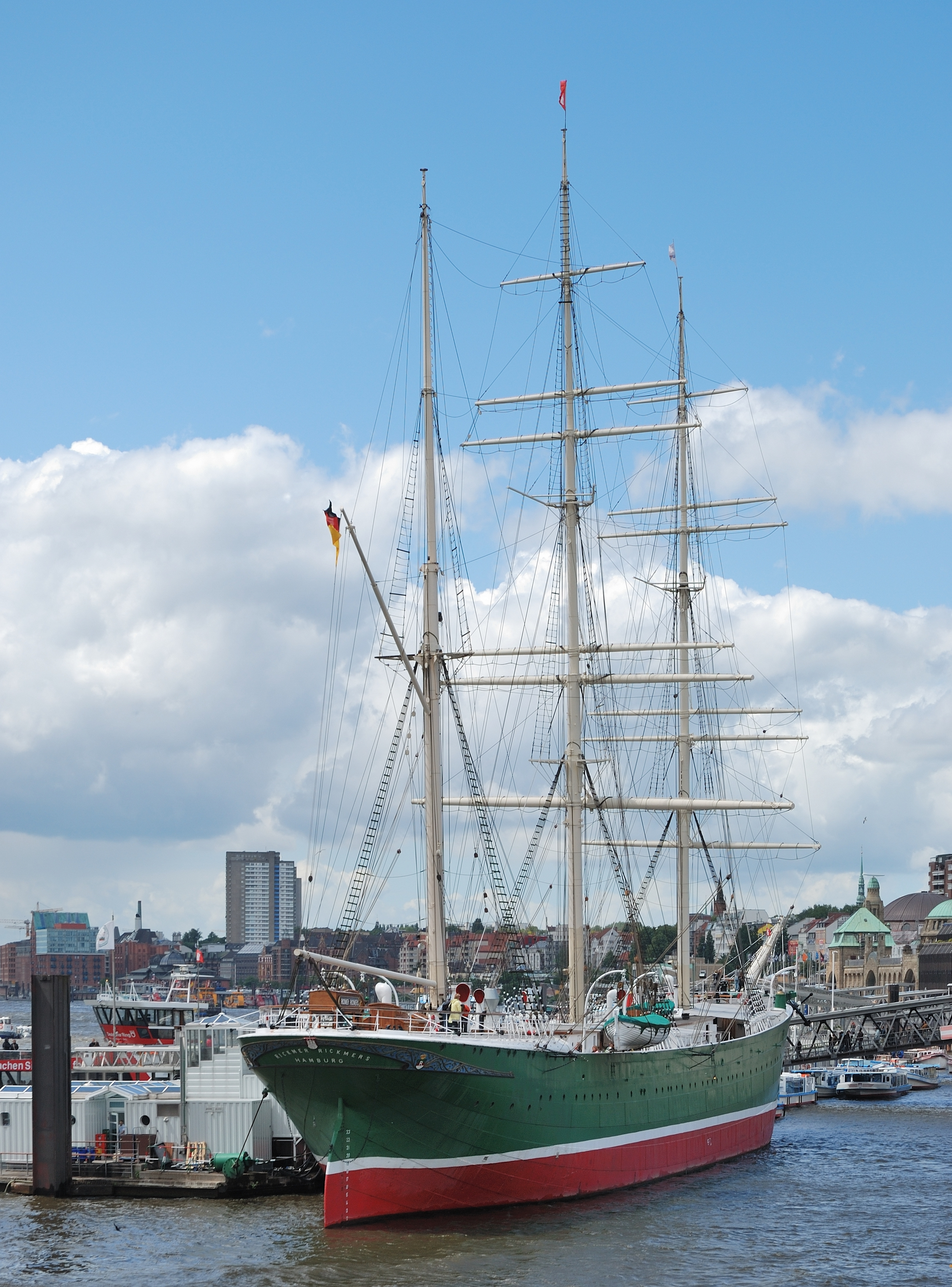
Die deutsche Rickmer Rickmers diente lange Jahre als portugiesisches Schulschiff

Mit dem Ersten Weltkrieg kam es zum ersten Mal in Portugal zu antideutschen Stimmungen, die durch französische Kriegspropaganda weiter angeheizt wurden. In Angola kam es im Herbst 1914 zu Zusammenstößen bei Naulila, und in Mosambik gab es ab März 1916 häufiger Gefechte und Scharmützel mit deutschen Truppen. Nach der Bombardierung der Kathedrale von Reims erschien am 4. Oktober 1914 ein Protest Portugals gegen den deutschen Vandalismus, der von einer Liga Anti-Germânica betrieben wurde. Zu seinen ersten Unterzeichnern gehörte Teófilo Braga. Auf Bitten von Großbritannien im Dezember 1915 beschlagnahmte die portugiesische Regierung unter Afonso Costa am 24. Februar 1916 die 72 deutschen Schiffe, die zu dieser Zeit in portugiesischen Häfen lagen. Im Auftrag Kaiser Wilhelms II. übergab der deutsche Diplomat Friedrich Rosen der portugiesischen Regierung am 27. Februar eine Beschwerde, um die Freigabe der Schiffe zu erreichen. Die Regierung gab zunächst vor, ein entsprechendes Schreiben nicht erhalten zu haben, und lehnte die Bitte am 4. März ab. Am 9. März erklärte Deutschland Portugal den Krieg. Damit war Portugal der elfte Gegner Deutschlands. In Portugal erschienen am 20. und 23. April 1916 Dekrete, die nicht nur ansässige Deutsche ultimativ auswiesen, sondern auch Einbürgerungen rückgängig machten. Von dieser Maßnahme wurden die wirtschaftlichen und wissenschaftlichen Beziehungen hart getroffen. Ein Portugiesisches Expeditionskorps trat im April 1918 bei der Vierten Flandernschlacht in einen ersten direkten militärischen Konflikt mit deutschen Truppen in Europa, der in einer für Portugal traumatischen Niederlage endete und die antideutsche Stimmung gegen O Monstro Alemão (so der Titel eines Pamphlets von Guerra Junqueiro) weiter entfachte. Während des Ersten Weltkriegs wurden vorübergehend etwa 5.000 portugiesische Kriegsgefangene in Deutschland festgehalten, ganz überwiegend im eigens errichteten Kriegsgefangenenlager Breesen, vereinzelt aber auch in anderen Lagern, etwa in Soltau-Ahlften.
Unter den 1916 konfiszierten Schiffen war auch die deutsche Rickmer Rickmers. Ab 1924 diente es der portugiesischen Marine als Segelschulschiff, bis es 1962 außer Dienst gestellt wurde und als Depotschiff im Marinehafen Alfeite bei Lissabon lag. Es wurde durch das 1937 ebenfalls in Deutschland gebaute Segelschiff Sagres ersetzt. Die Rickmer Rickmers kam 1983 zurück nach Hamburg und liegt seit 1987 als Museumsschiff im Hamburger Hafen bei den St. Pauli-Landungsbrücken.
Zweiter Weltkrieg

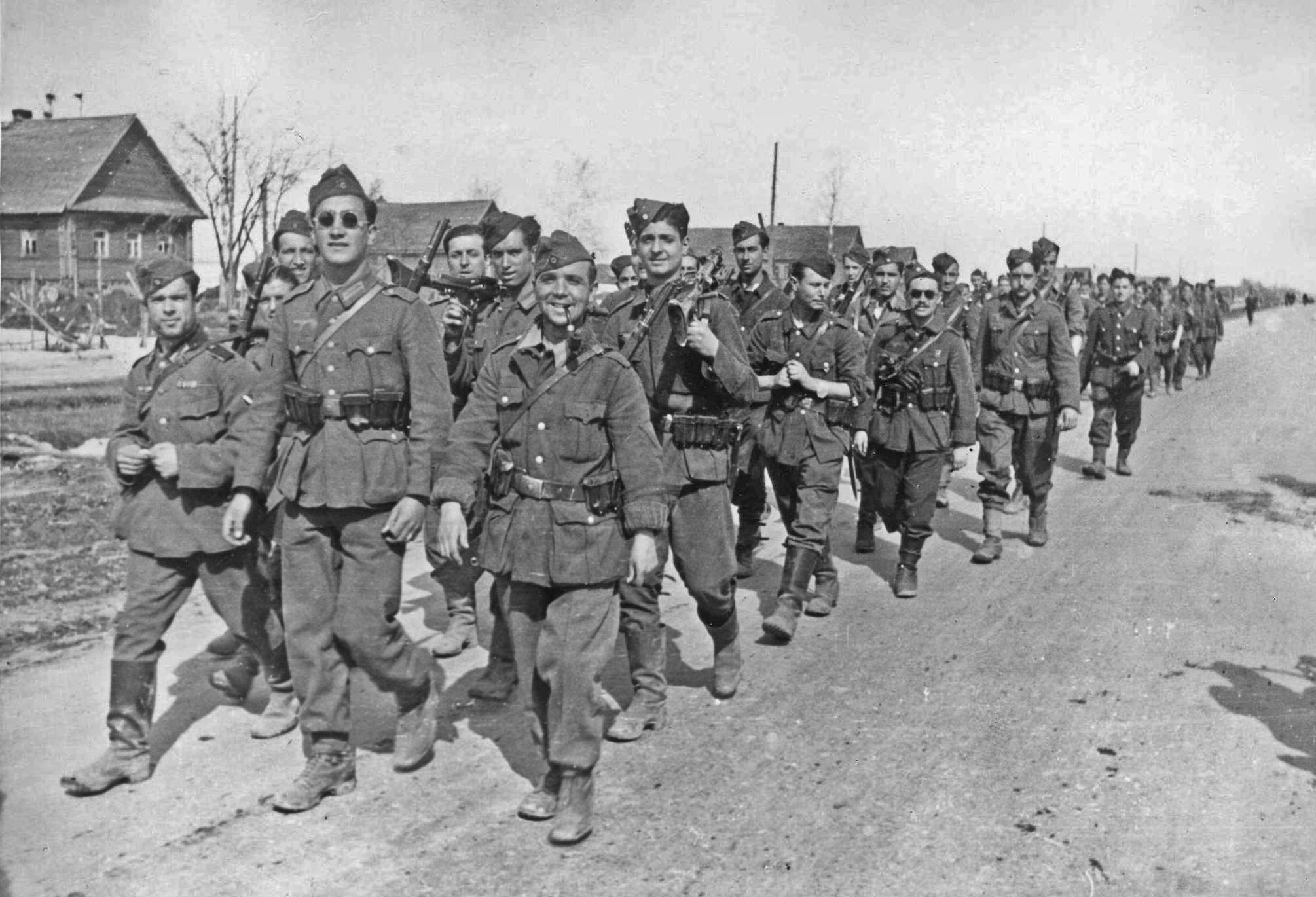
Einheit der Blauen Division an der Ostfront: auch ein Kontingent Portugiesen kämpfte auf der Seite Nazideutschlands, eingegliedert in spanische Einheiten

Während des Zweiten Weltkrieges wurde Deutschland vom portugiesischen Salazar-Regime mit Wolfram für die Waffenproduktion beliefert. Das portugiesische Fracht- und Passagierschiff Serpa Pinto transportierte unter wechselhaften Umständen Auslandsdeutsche nach Deutschland und brachte im Gegenzug zahlreiche Flüchtlinge aus Deutschland und Europa heraus.
In den letzten drei Kriegsjahren des Zweiten Weltkriegs wurden auch Portugiesen in deutsche Konzentrationslager deportiert, überwiegend aus dem besetzten Frankreich. Einige Dutzend von ihnen kamen dort um.
Zuvor waren 1941 etwa 150 portugiesische Freiwillige innerhalb der spanischen Blauen Division auf der Seite Nazideutschlands in den Krieg gezogen. Sie waren vor allem Ehemalige der Legion Viriato und kämpften an der Ostfront.
Nach 1945
1964 wurde das Anwerbeabkommen zwischen der Bundesrepublik Deutschland und Portugal unterzeichnet. Es legte die Grundlage für portugiesische Gastarbeiter in Deutschland. Im September 1964 wurde der Portugiese Armando Rodrigues de Sá von dem damaligen deutschen Innenminister Hermann Höcherl als millionster Gastarbeiter in Deutschland begrüßt.
Von 1965 bis Ende 1993 unterhielt die deutsche Bundeswehr ihr Taktisches Ausbildungskommando der Luftwaffe in Portugal, stationiert am Flughafen von Beja im südlichen Alentejo.
Deutschland unterstützte den Beitritt Portugals zur EG 1986.
Portugal befürwortete nach der deutschen Wiedervereinigung 1990 die Ausnahmeregelung für die neuen Bundesländer von dem damals geltenden EG-Aufnahmestopp für neue Staaten.
Deutschland und Portugal erfüllten die EU-Konvergenzkriterien zur Einführung des Euros 1999 und führten ihn 2002 beide zeitgleich als Bargeld ein.

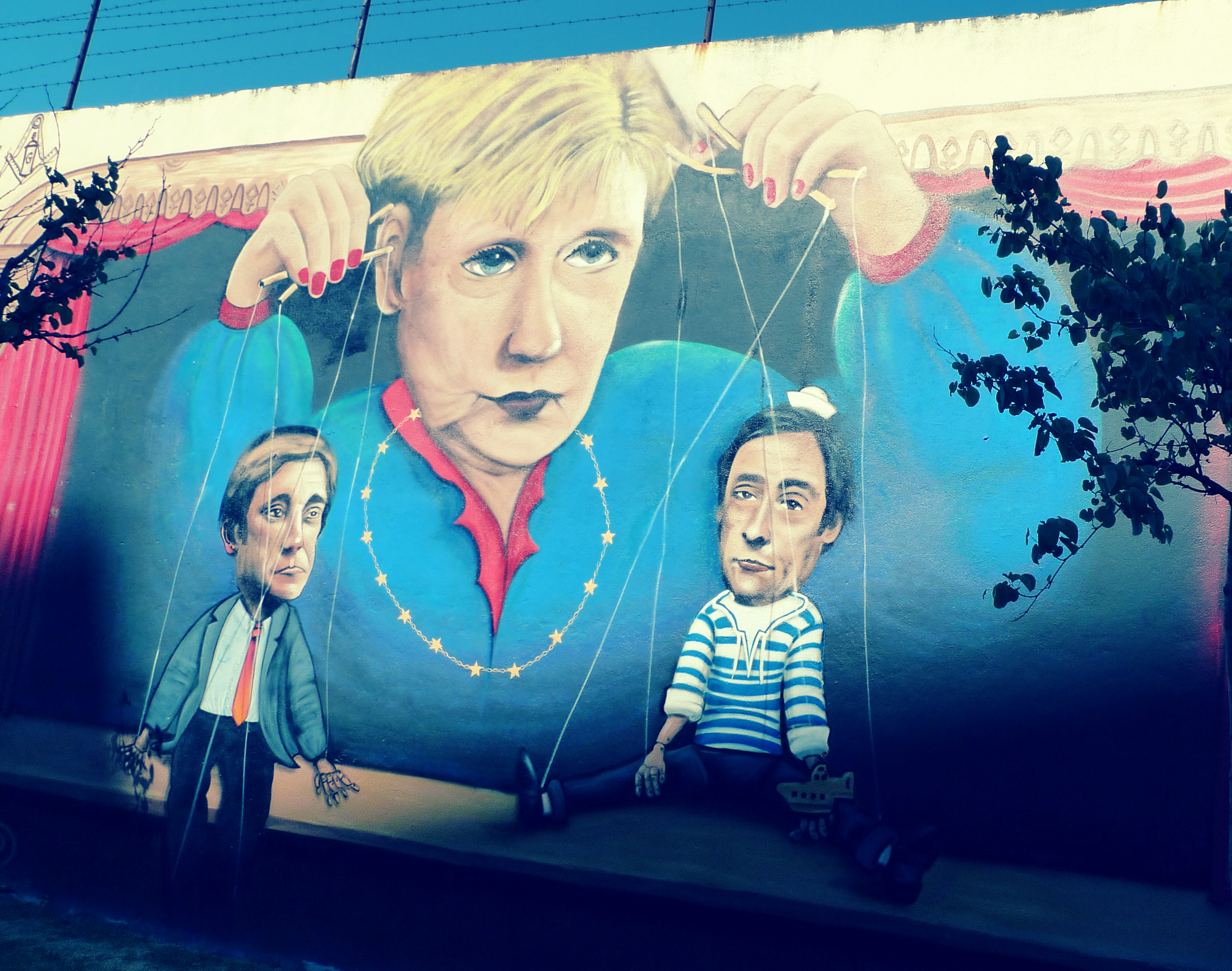
Kanzlerin Merkel und die portugiesische Regierung: Wandgraffito in Lissabon (2013)

Portugal geriet im Zuge der globalen Finanzkrise ab 2007 in eine schwere Wirtschaftskrise. Deutschland gehörte hier zu den entschiedensten Befürwortern eines harten Sparkurses, bei dem die von der Troika überwachten Maßnahmen zu Lohnkürzungen, Steuererhöhungen und tiefen sozialen Einschnitten in Portugal führten, das bis vor der Krise noch eine niedrigere Staatsschuldenquote als u. a. Deutschland aufwies. Daraufhin kamen in Portugal Stimmen auf, die die deutsche Politik, insbesondere Kanzlerin Merkel und Finanzminister Schäuble, kritisierten und ihnen eine unsoziale Machtpolitik vorwarfen, die einseitig die Menschen belastete, zugunsten des Finanzsektors, der ursächlicher Auslöser der Krise war. In dem Zusammenhang erinnerten zivilgesellschaftliche Gruppen in Portugal gelegentlich an die solidarische portugiesische Unterstützung Deutschlands bei dessen einseitig erklärten Schuldenerlass nach der Wiedervereinigung 1990 oder der 2005 verletzten Neuverschuldungsgrenze, bei der Portugal zu den Befürwortern einer Aussetzung der vorgesehenen Sanktionen gegen Deutschland gehörte.
In Folge der steigenden Arbeitslosigkeit nach der Wirtschaftskrise in Portugal stieg auch die Einwanderung aus Portugal nach Deutschland wieder an, insbesondere seit den 2010er Jahren. Im Gegensatz zur ersten Generation der 1960er Jahre kamen nun meist hoch qualifizierte Menschen, die insbesondere als Ingenieure und in der Gesundheitspflege auf eine Vielzahl unbesetzter Stellen trafen.
Mittlerweile hat die Dynastie Haus Braganza die des Hauses Herzogtum Sachsen-Coburg und Gotha in Portugal abgelöst.
Johannes von Thurn und Taxis heiratete 1980 auf Schloss St. Emmeram die Gloria Gräfin von Schönburg-Glauchau und sie bekamen drei Kinder: Maria Theresia Ludowika Klothilde Helene Alexandra Prinzessin von Thurn und Taxis (* 1980), Elisabeth von Thurn und Taxis (* 1982) und Albert von Thurn und Taxis (* 1983).

## Wirtschaft und Tourismus

### Handel und Unternehmen

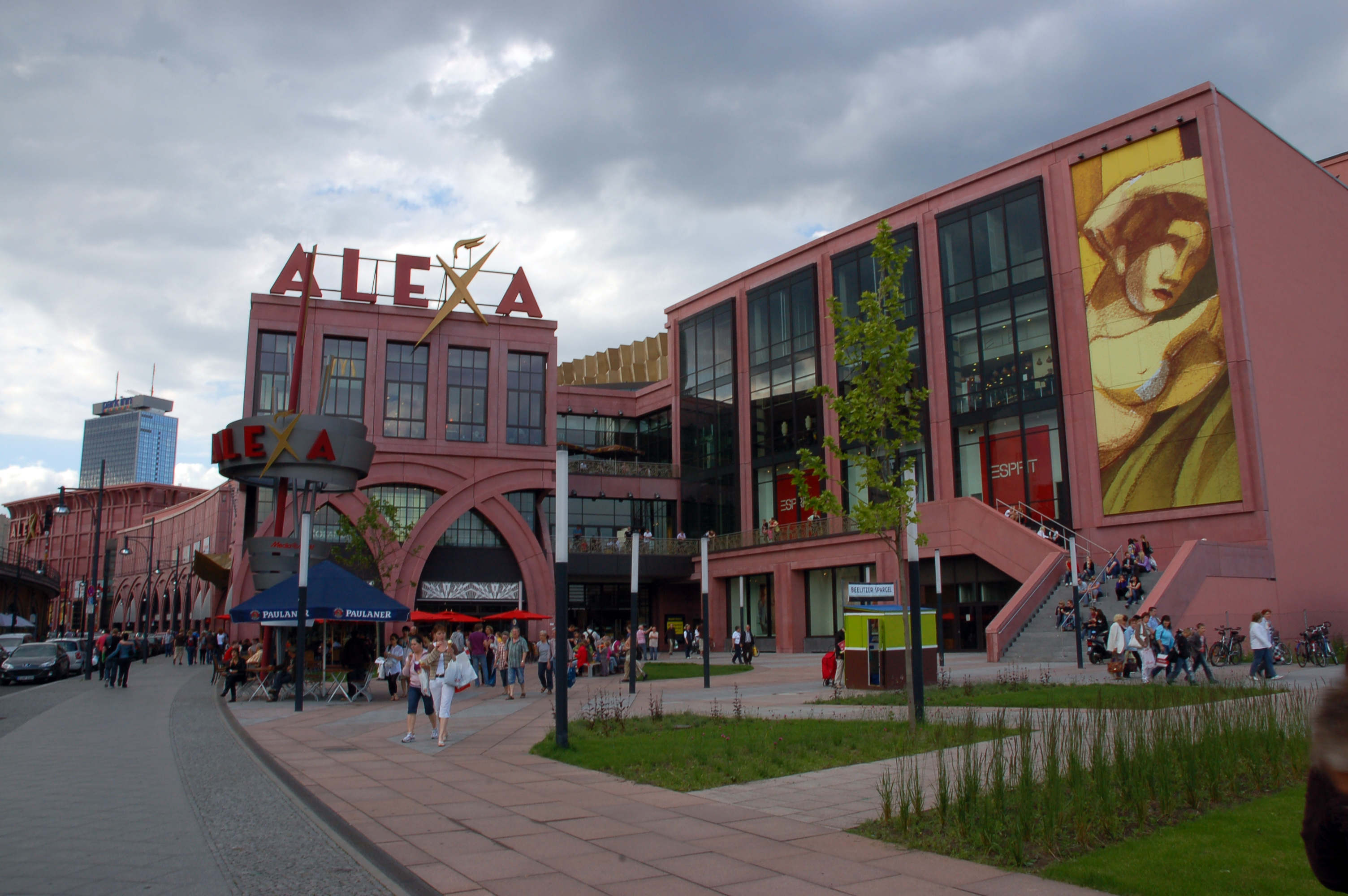
Das Alexa-Einkaufszentrum am Alexanderplatz in Berlin, von der portugiesischen Sonae betrieben

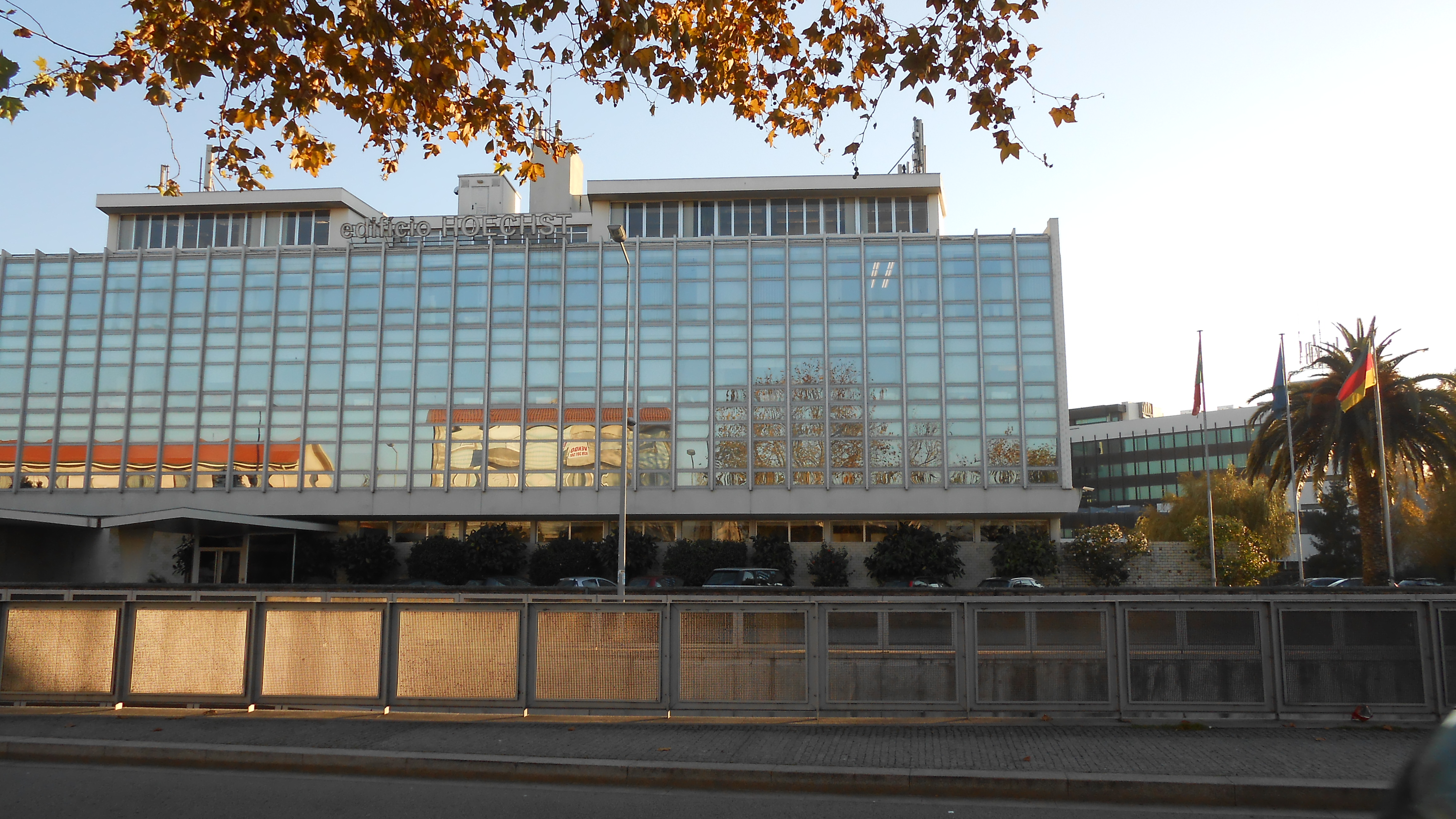
Das Hoechst-Gebäude in Porto, auch Sitz des deutschen Konsulats und der Zweigstelle Porto der Deutsch-portugiesischen IHK aus Lissabon

1954 wurde die AHK Deutsch-Portugiesische Industrie- und Handelskammer gegründet.
Portugals Außenhandelsvolumen mit Deutschland beträgt 13 Prozent sowohl seiner Im- als auch Exporte, was Deutschland nach Spanien zum zweitwichtigsten Außenhandelspartner Portugals macht. Das renommierte Fraunhofer-Institut in Porto koordiniert auch die bilaterale Beziehungen von Kunden in beiden Ländern. Seit 2016 findet die IT-Konferenz Web summit in der Altice Arena in Lissabon statt. 60.000 Besucher aus über 160 Ländern waren im Jahr 2017 dabei.

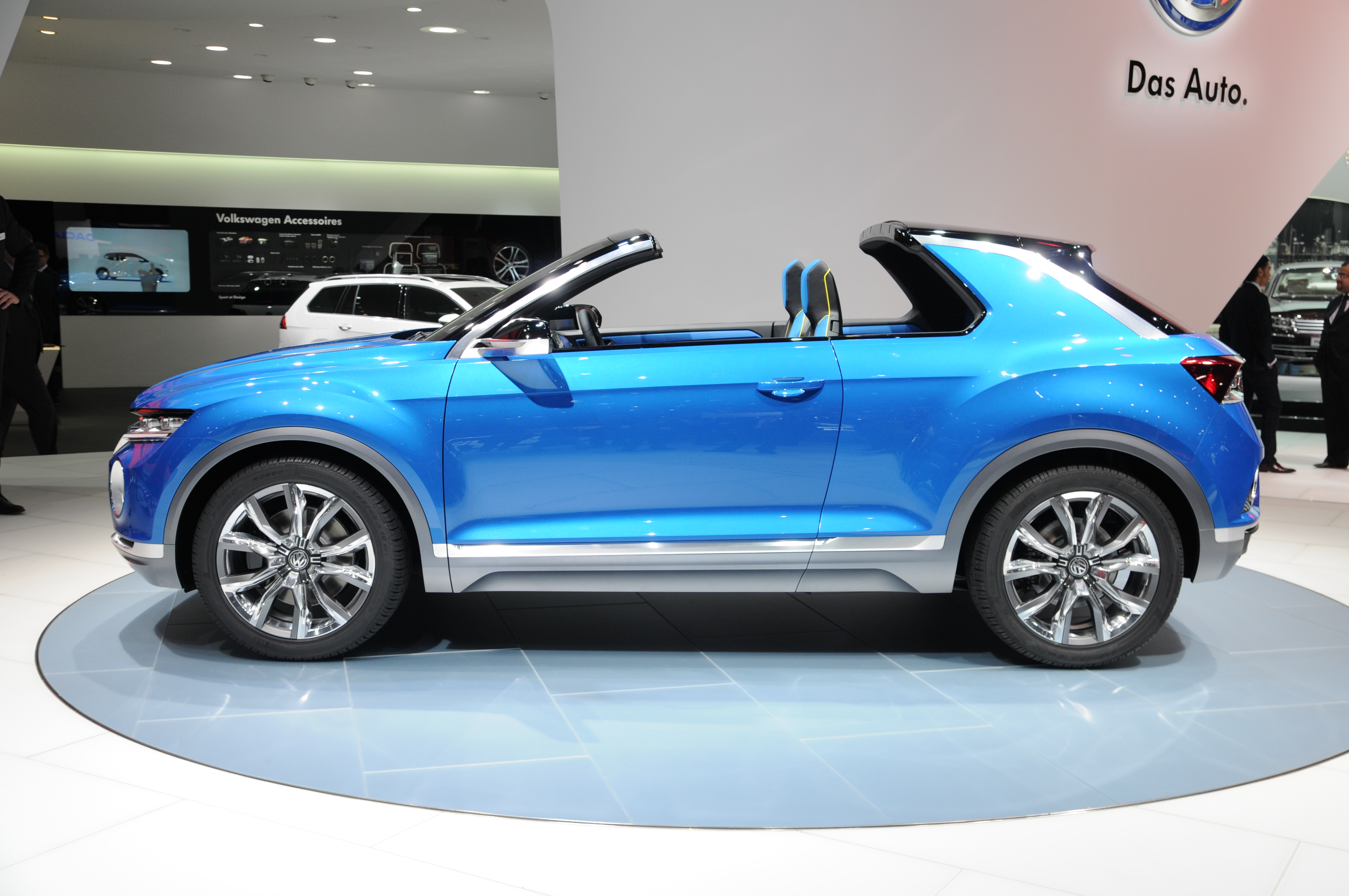
VW produziert u. a. den T-Roc in Palmela, Portugal

Drei deutsche Unternehmen befinden sich unter den zehn größten Exporteuren Portugals. Ein bedeutender Faktor ist dabei das Unternehmen Volkswagen Autoeuropa bei Palmela, wo beispielsweise VW Sharan/Seat Alhambra, VW Eos und VW T-Roc gebaut werden. Unter den zahlreichen weiteren deutschen Unternehmen in Portugal sind u. a. Bosch (u. a. in Lissabon, Braga und Aveiro). Allein im Jahr 2015 entstanden in Fabriken und Laboratorien zwölf Patente.
Siemens, dass seit 1876 mit einer Vielzahl von Standorten vertreten ist. Im Siemens-U-Bahn-Typ Inspiro sind Bodenteile aus portugiesischen Kork verbaut. Als Automobilzuliefer für Audi und Mercedes stellt die Firma Azemoldes in Oliveira de Azeméis Plastik-Gussteile her.
Der einzige portugiesische Reifenhersteller Mabor aus Lousado ist Partner-Unternehmen von Continental.

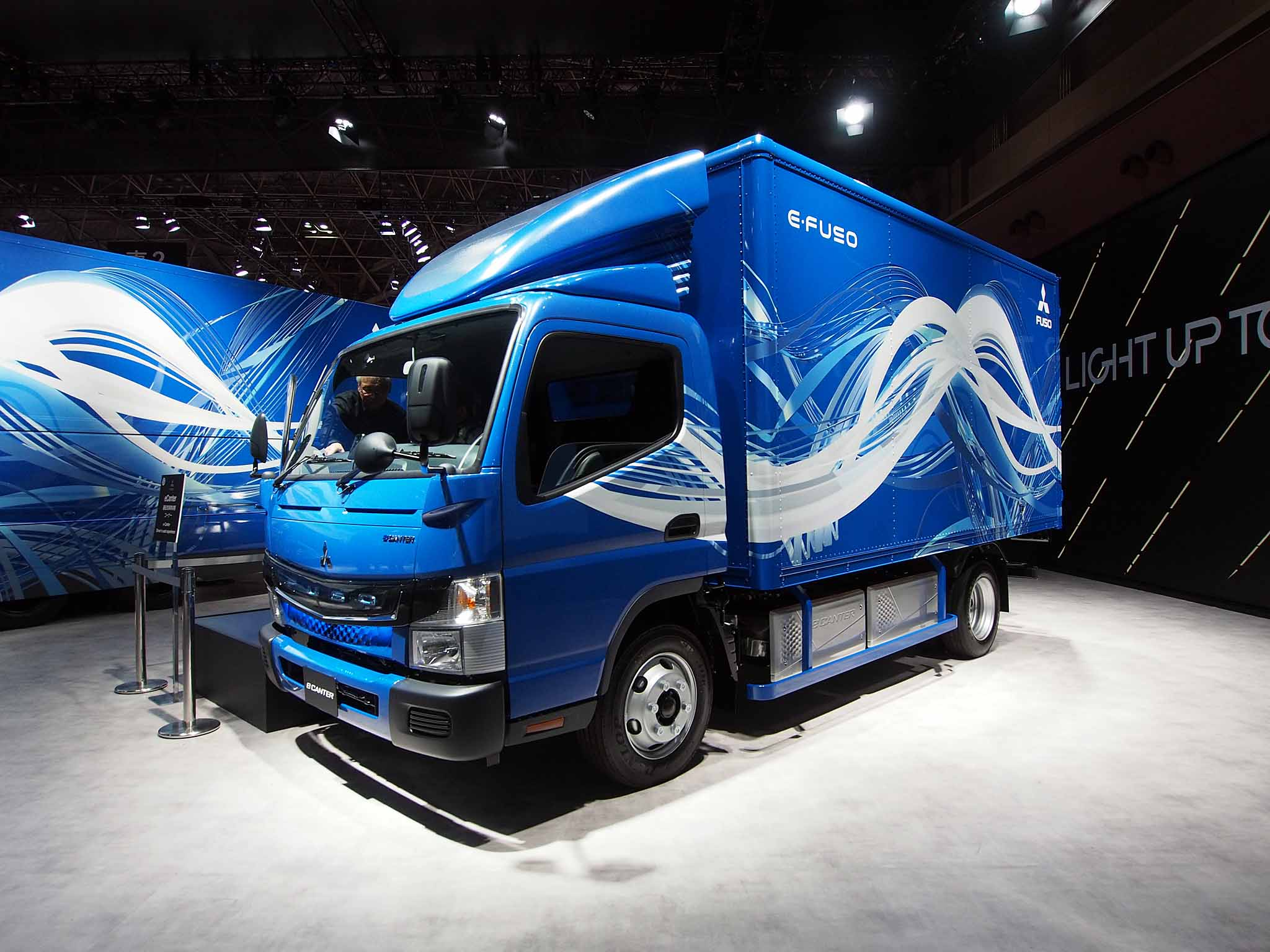
FUSO E Canter, dieser voll elektrische LKW wird von Daimler Trucks in Portugal produziert.

Die Kirchhoff Automotive produziert in Ovar (Portugal) für die Automobilindustrie Automobilteile und unterhält ein Logistikzentrum. Daimler Trucks unterhält in Tramagal ein Produktionswerk für den ersten voll elektrischen Leicht-Lkw Fuso eCanter und Canter.
Die Gruppe Salvador Caetano ist ein in Portugal ansässiges Unternehmen, das Busse und Trucks herstellt. Dazu gehört Cobus Industries aus Wiesbaden, der Weltmarktführer bei Flughafen-Vorfeldbussen ist.
Das regionale Schuhhaus Kämpgen aus Köln produziert „Kämpgen handemade“ in Portugal, dazu kommt die Ara-Schuhfabrik in Seia und Grohe, der in Albergaria-a-Velha sanitärtechnnische Armaturen herstellt.
Auch das deutsche Textilunternehmen Falke aus dem Sauerland lässt in Portugal produzieren.
Zudem betreut die Sociedade Zickermann (1895) in Portugal ansässige Unternehmen.
Die deutsche Kamerafirma Leica produziert und montiert in Famalicao, ganz in der Nähe ist der Computerized Numerical Control Präzisionsteilelieferant Sisma in Maia (Portugal). Der deutsche Softwarehersteller SAP ist in Porto Salvo ansässig.
Die weltgrößte Kork-Produzent ist Corticeira Amorim, deren Deutschland-Tochter in Delmenhorst sitzt. Die deutsche Schuhfirma Birkenstock bezieht über eine Tochterfirma Kork für deren Schuhe.
Der deutsche Discounter Lidl ist in Portugal stark vertreten. Lidl gab bekannt, 6500 Tonnen Birnen der Sorte Rocha zu importieren und in deutschen Filialen zu vertreiben.
Zu den wichtigsten portugiesischen Unternehmen in Deutschland gehören u. a. die Inapa-Tochter Papier Union und der deutsche Ableger des portugiesischen Papierherstellers The Navigator Company in Köln, aber auch Sonae Industria und Sonae Sierra. Sonae Sierra betreibt einige Einkaufszentren in Deutschland, darunter das Alexa Berlin, das LOOP5 in Weiterstadt und die Münster-Arkaden. Die Martifer Group aus Oliveira de Frades, ein Unternehmen für erneuerbare Energie und Metallbau, ist Mehrheitseigner bei Senvion, dem ehemaligen deutschen Windenergieanlagenbauer REpower Systems. Auch einige portugiesische Banken sind in Deutschland vertreten, darunter die Caixa Geral de Depósitos mit eigener Niederlassung in Berlin. 2011 eröffnete die international tätige portugiesische Hotelgruppe Pestana ihr erstes Haus in Deutschland, das Viersternehotel „Pestana Berlin Tiergarten“. Außerdem gibt es viele Unternehmen, die Portugiesen in Deutschland betreiben. Allein im „Portugiesisch-Deutschen Branchenbuch 2016“ des Portugal-Post-Verlags sind etwa 1300 Unternehmen aufgelistet. Neben einer Reihe mittleren und einigen großen Unternehmen sind dies häufig kleine Betriebe, die nur zu einem Teil im 1996 gegründeten Verband Portugiesischer Unternehmen in Deutschland (VPU) organisiert sind.

### Tourismus
Portugal gilt bei deutschen Urlaubern als beliebtes Reiseziel und wird nach Briten und Spaniern am dritthäufigsten von Deutschen besucht. 2012 waren dies 813.248 Touristen, was im Vergleich zum Vorjahr einen Zuwachs um 9,9 Prozent darstellt. Der Gesamtzuwachs an Touristen betrug 3,9 Prozent. Der Großteil deutscher Touristen besucht dabei die Algarve, gefolgt von Lissabon und Madeira.
Bei portugiesischen Touristen rangiert Deutschland auf Platz 6 der beliebtesten Ziele, mit einem Marktanteil von 5 Prozent. Mit Abstand das beliebteste Ziel ist dabei Berlin (65.445 Übernachtungen im Jahr 2014). Es folgen Frankfurt/Main (28.887) und München (27.108), was hier auch auf die steigende Zahl von Geschäftsreisenden und Messebesuchern zurückzuführen ist.
Der Ort Lourinhã wird wegen seiner Spuren und Fossilienfunde „Dinosaurier-Hauptstadt“ genannt. Die Stadt eröffnete 2018 einen Freizeitpark, um der Welt diese Hinterlassenschaften zu präsentieren.
15 Stätten in Portugal zählen zum Welterbe der UNESCO, darunter zwei auf den Azoren und eine auf Madeira.

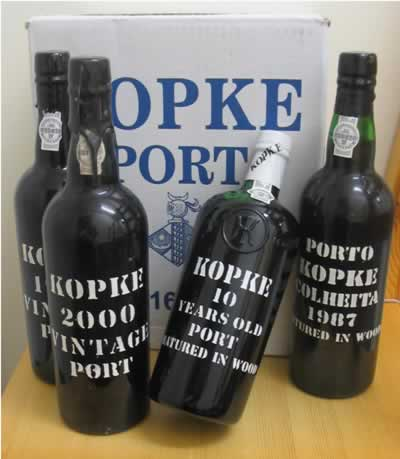
1636 in Porto von Kopke, einer Hamburger Kaufmannsfamilie, gegründet

Zur internationalen Vermarktung des Portweins aus der ältesten Weinbauregion Alto Douro ab dem 17. Jahrhundert, leisteten die drei Deutschen Kopke, Burmester und Andresen einen entscheidenden Beitrag zur Entwicklung des Portweins.
Die Paläste mit Parkanlagen bei Sintra und Portugals größte Schloss- und Klosteranlage in Mafra sind von den deutschen Baumeistern von Eschwege und Ludwig geplant worden.
In Elvas ist das „Fort Lippe“ des Grafen Wilhelm (Schaumburg-Lippe) entstanden, ebenfalls als Weltkulturerbe, Vorbild war die Festung Wilhelmstein im Steinhuder Meer bei Hannover.
Vor der Algarve, Setúbal, Tróia und den Inselgruppen Madeira und Azoren sind Möglichkeiten, sowohl Delfine als auch Wale in freier Natur zu erleben.

## Bildung, Wissenschaft und Forschung

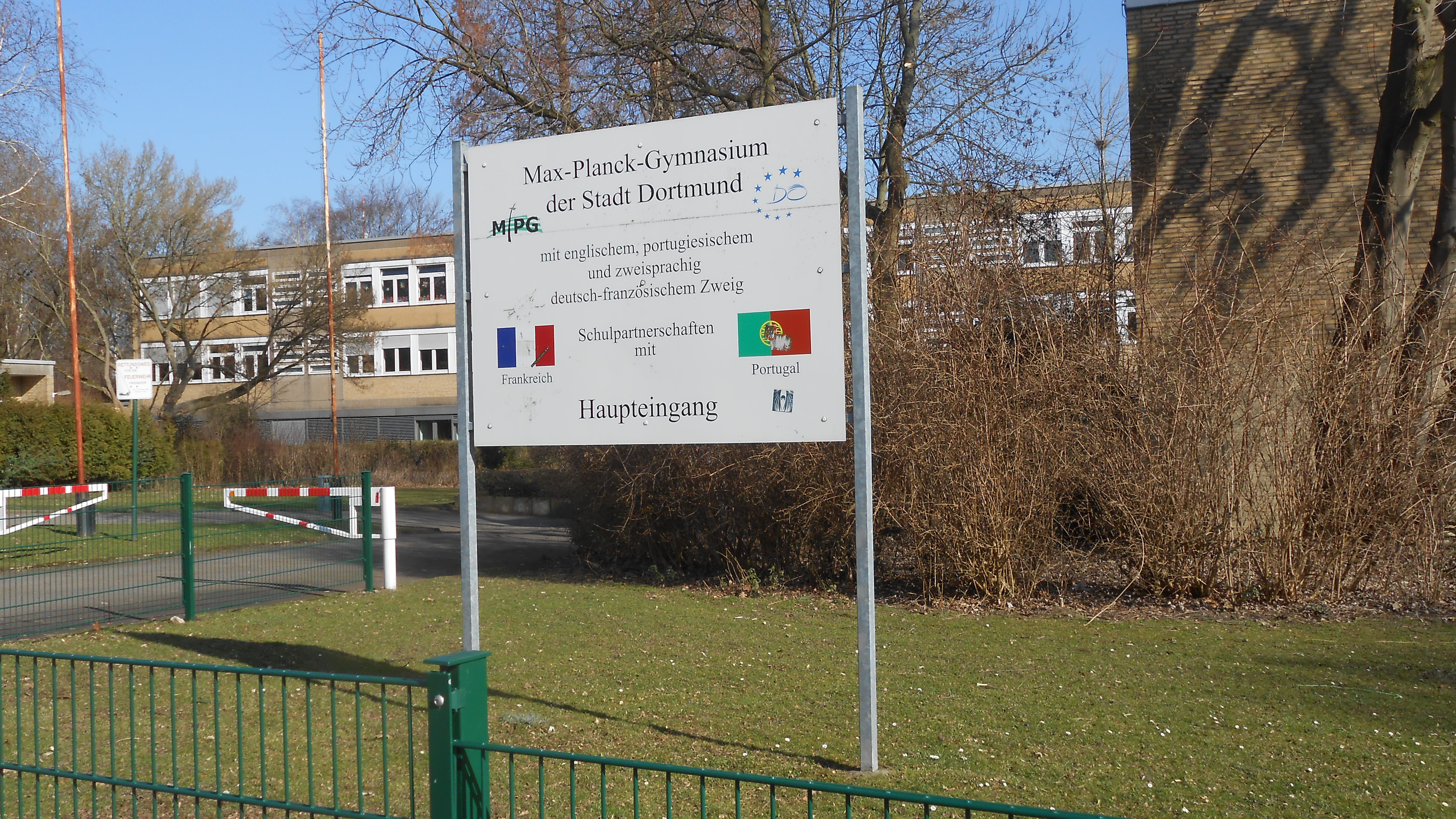
Am Max-Planck-Gymnasium Dortmund wird seit 1980 auch Portugiesisch unterrichtet

1848 entstand die Deutsche Schule Lissabon in Lissabon, 1870 folgte der Deutsche Verein (clube almao em Lisboa). Mehrere deutsche und portugiesische Hochschulen pflegen einen gemeinsamen Austausch. 1999 wurde an der Universität Minho der Master Deutsch-Portugiesische Studien durch Erwin Koller eingerichtet, der bis 2009 bestand und auf Initiative von Orlando Grossegesse erneut ab dem Studienjahr 2016–17 in Partnerschaft mit der Johann Wolfgang Goethe-Universität Frankfurt am Main anläuft.
Mit der Deutschen Schule Lissabon im Jahr 1848 und der Deutschen Schule zu Porto im Jahr 1855 existieren zwei deutsche Begegnungsschulen, die von insgesamt etwa 1700 überwiegend portugiesischen Schülern besucht werden, davon 1.125 in Lissabon. Zudem besteht in Silves seit 1996 die Deutsche Schule Algarve (Escola Alemã do Algarve), die jedoch nicht zu den ZfA-Auslandsschulen zählt.
In Deutschland bestehen an einer Vielzahl Schulen Projekte, von ergänzendem muttersprachlichem Unterricht bis zu Portugiesisch als Abiturfach, so seit 1980 am Max-Planck-Gymnasium in Dortmund. Zu nennen u. a. die Staatliche Europa-Schule Berlin, die insbesondere an der Grundschule Neues Tor in Kooperation mit dem portugiesischen Kulturinstitut Instituto Camões Sprachunterricht und eine Vielzahl begleitender Veranstaltungen und Kurse anbietet. Auch pflegen eine Vielzahl Schulen in beiden Ländern Kontakte, unmittelbar oder über institutionelle Initiativen wie dem Comenius-Programm der EU. Unter den portugiesischen Schulen, an denen Deutsch gelehrt wird, ist insbesondere die Escola Secundária Fernão Mendes Pinto aus Pragal im Kreis Almada zu nennen, Partnerschule des Dortmunder Max-Planck-Gymnasiums.
In Portugal bestehen zwei Goethe-Institute, in Lissabon und Porto. Das portugiesische Pendant, das Instituto Camões, unterhält in Hamburg ein Sprachzentrum und in Berlin ein Kulturzentrum, neben einer Reihe Kooperationen und Lektorate.
2009 wurde eine Tochtergesellschaft der Fraunhofer-Gesellschaft im Bereich Schlüsseltechnologien in Porto eingerichtet. Bereits 1987 hatte der renommierte portugiesische Informatiker José Luis Encarnação in Darmstadt das Fraunhofer-Institut für Graphische Datenverarbeitung gegründet.
Volkswagen Konzern-IT und MAN Truck & Bus AG eröffnete am 7. November 2018 ein Entwicklungszentrum in Lissabon, wo 300 Entwickler an cloudbasierter Software-Lösungen arbeiten sollen.
Der portugiesische Archäologe Aníbal do Paço Quesado wirkte seit 1960 besonders in Deutschland, und hier besonders bei den römischen und mittelalterlichen Ausgrabungen in Mainz, wo er bis zu seinem Tod 2011 lebte.
Die Friedrich-Ebert-Stiftung (FES) hat eine Auslandsvertretung in Lissabon und vergibt Stipendien.
Der deutschstämmige António Sommer ließ 2004 die biomedizinische Forschungsstiftung Champalimaud Foundation gründen.

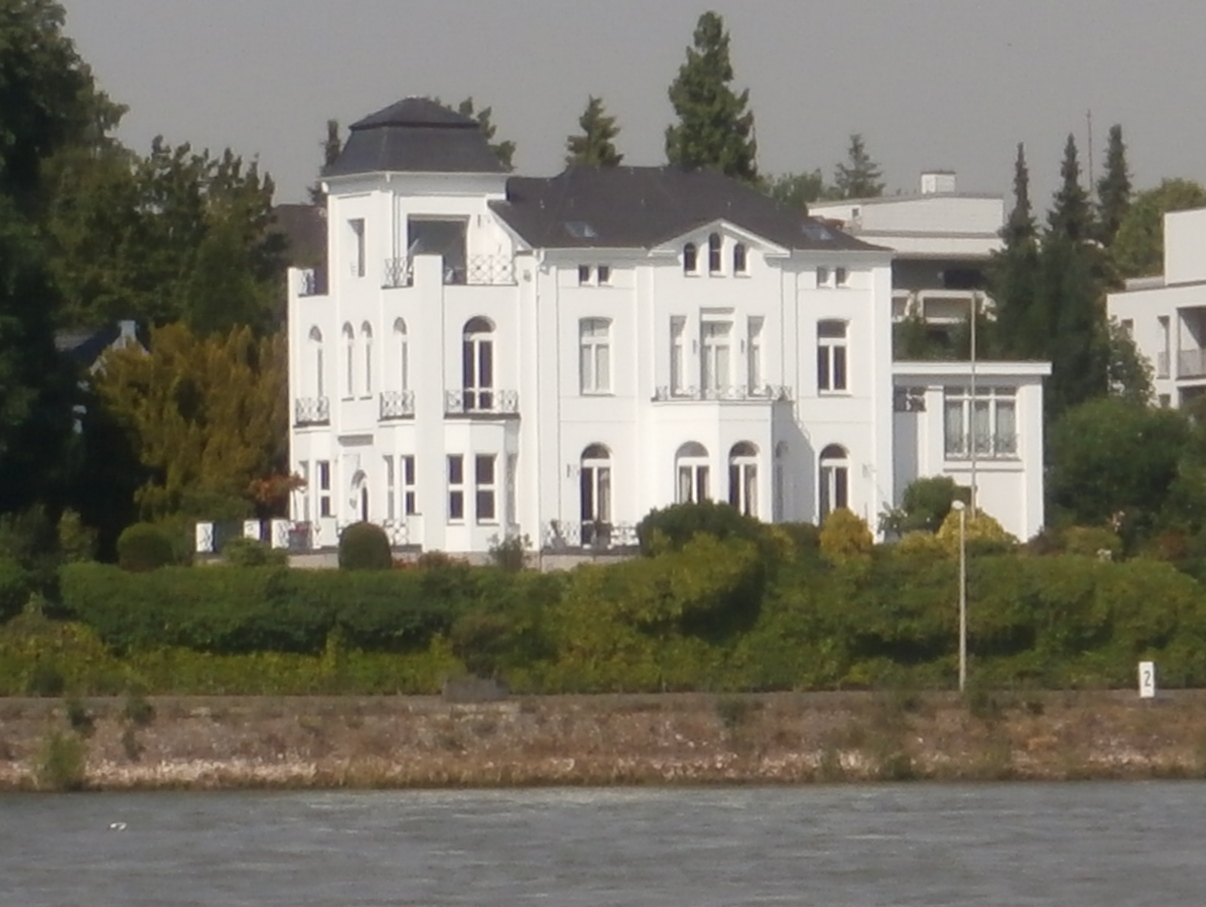
Die ehemalige portugiesische Botschaft in der Dollendorfer Straße 15 (Bonn)

## Diplomatische Beziehungen
Portugal unterhält eine Botschaft in Berlin und Generalkonsulate in Düsseldorf, Frankfurt am Main, Hamburg, Osnabrück und Stuttgart.
Deutschland betreibt eine Botschaft im Palácio Valmor in Lissabon. Honorarkonsuln arbeiten in Faro, Funchal (auf Madeira), Ponta Delgada (auf der Azoren-Insel São Miguel) und in Porto.
AICEP ist die staatliche Agentur für Investitionen und Außenhandel Portugals, die für Exportförderung, Internationalisierung der portugiesischen Unternehmen sowie ausländische Investitionen zuständig ist. Sie hat ihren Sitz ebenfalls im Botschaftsgebäude in Berlin.

## Bilaterale Treffen ab 2011

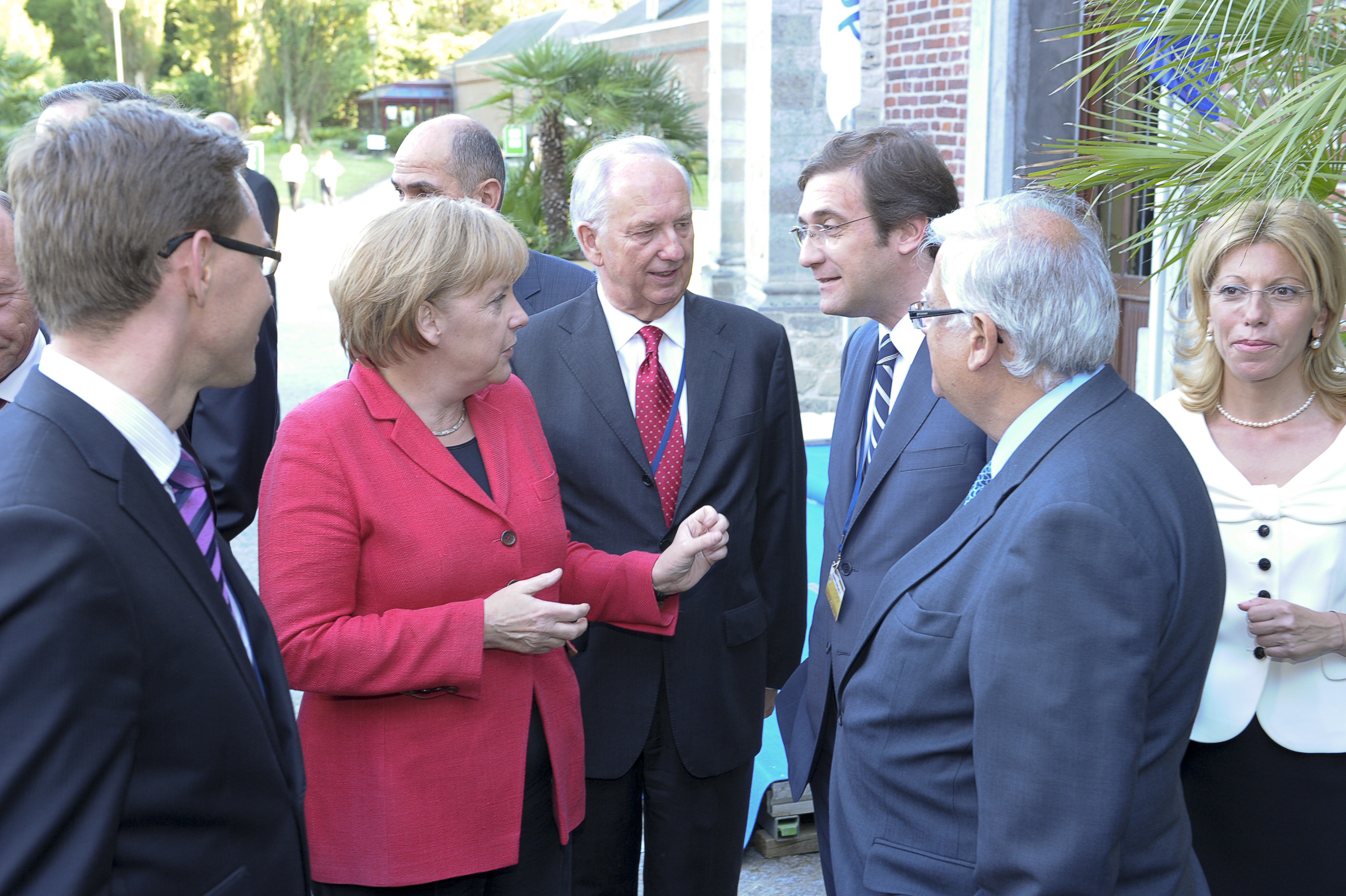
Merkel und Passos Coelho im Gespräch beim EVP-Gipfel (2010)

- Im Februar 2011 kam der deutsche Bundespräsident Christian Wulff zu einem offiziellen Staatsbesuch nach Portugal.
- Am 1. September 2011 reiste der portugiesische Premierminister Pedro Passos Coelho nach Berlin.
- Am 9. September 2011 besuchte Außenminister Paulo Portas Berlin.
- Am 9. und 10. Dezember 2011 führte Außenminister Guido Westerwelle Gespräche mit dem portugiesischen Staatspräsidenten, Premierminister und Außenminister in Lissabon.
- Am 19. Januar 2012 reiste Passos Coelho in die deutsche Hauptstadt.
- Am 29. Oktober 2012 führte Bundesratspräsident Horst Seehofer Gespräche im Rahmen eines bilateralen Treffens mit Passos Coelho und dem Präsidenten Aníbal Cavaco Silva.
- Am 12. November 2012 stattete die Bundeskanzlerin Angela Merkel Portugal einen offiziellen Besuch in Lissabon ab. Sie hatte die Sparmaßnahmen der portugiesischen Regierung befürwortet, was in bei ihrem Besuch zu Protesten der Bevölkerung führte.[33] Von der portugiesischen Regierung und nationalen Unternehmen wurde das Treffen für Aufrufe an deutsche Unternehmen genutzt, stärker in Portugal zu investieren.[34]
- Am 1. März 2018 kam der deutsche Bundespräsident Frank-Walter Steinmeier zu einem offiziellen Staatsbesuch nach Portugal.[35]

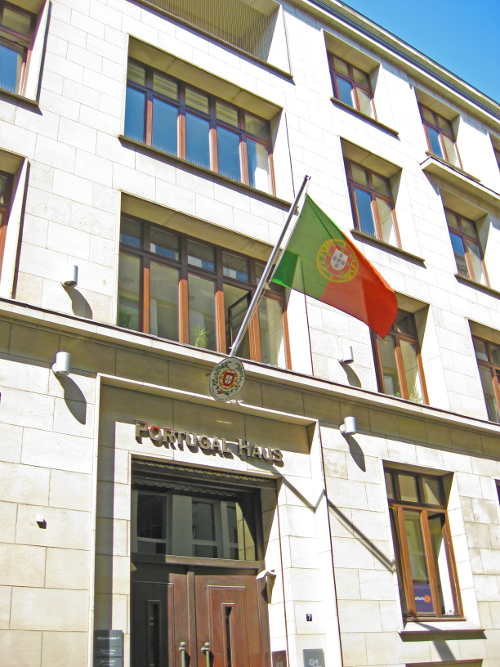
Das Portugal-Haus in Hamburg

## Deutsch-Portugiesische Institutionen
Es bestehen 25 Städtepartnerschaften zwischen deutschen und portugiesischen Ortschaften (Stand Mai 2019). Die erste wurde 1976 begründet, nach der Nelkenrevolution 1974, die jüngste besteht seit 2019.
1964 wurde die Deutsch-Portugiesische Gesellschaft (DPG) in Köln gegründet, die heute in Deutschland elf und in Portugal drei Landesverbände unterhält. Die 1974 gegründete Deutsch-Portugiesische Gesellschaft der DDR vereinte sich 1990 mit der westdeutschen DPG. 1981 gründete sich in Lissabon die Associação da Cooperação RFA-Portugal (dt.: Kooperationsverein BRD-Portugal), inspiriert von der DPG in der Bundesrepublik.
Die Portugiesisch-Hanseatische Gesellschaft tat sich 1996 in Hamburg als Verein zusammen, um die jahrhundertealte Verbindung zwischen Portugal und der Hansestadt Hamburg zu pflegen.
In der Federação das Associações Portuguesas na Alemanha (Bundesverband der portugiesischen Vereine in Deutschland) sind die meisten portugiesischen Kulturvereine in Deutschland organisiert.
Der Verband Portugiesischer Unternehmen in Deutschland sieht sich seit seiner Gründung 1996 als Mittler zwischen Unternehmern, Managern und Freiberuflern beider Länder, mit einer Bandbreite an Dienstleistungen und Informationsangeboten in beiden Ländern.

## Deutsch-Portugiesische Medien

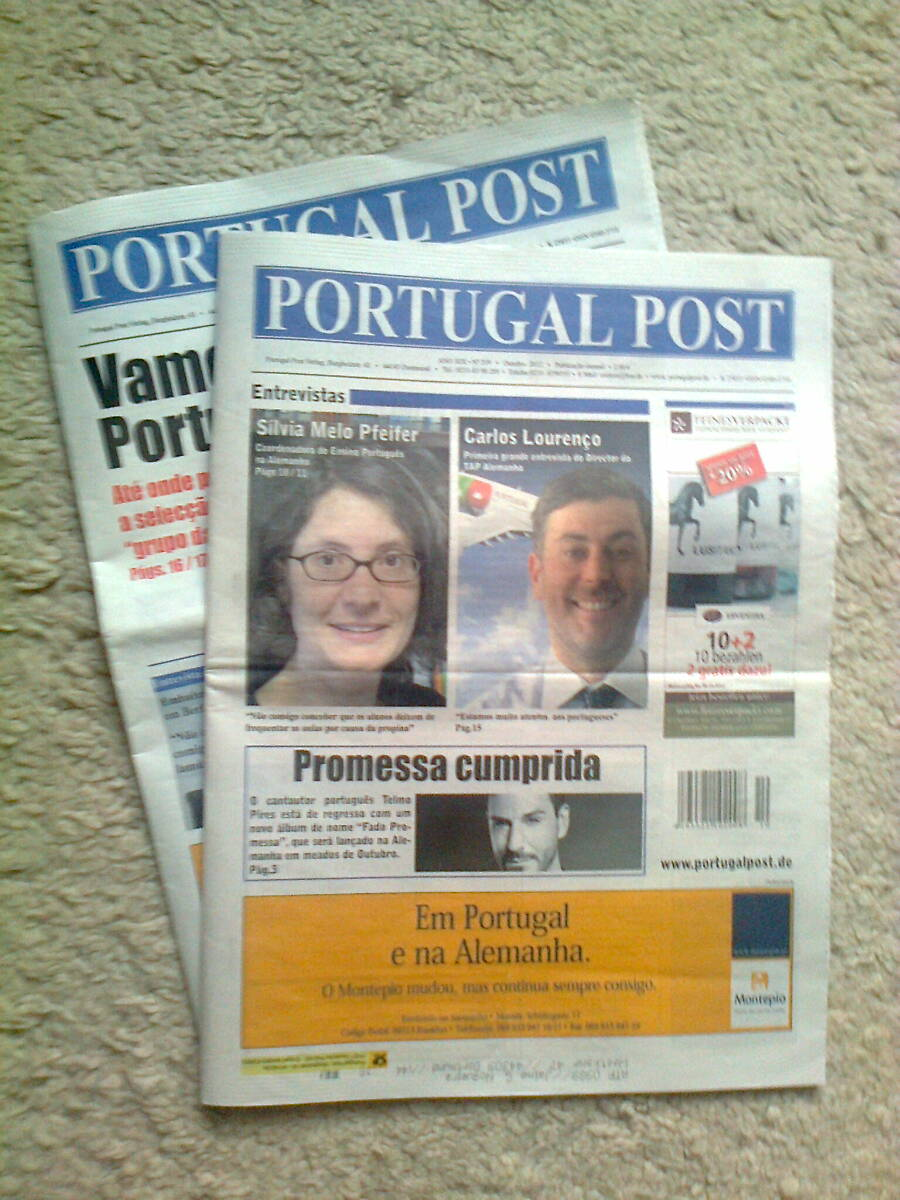
Ausgaben der Portugal Post (2013)

In Deutschland erscheint seit 1993 die überwiegend portugiesischsprachige Zeitung Portugal Post mit Sitz in Dortmund. Zu nennen sind zudem der vierteljährliche, überwiegend deutschsprachige Portugal Report als Mitgliederzeitschrift der Deutsch-Portugiesischen Gesellschaft, und die Portugal-Post, die halbjährlich erscheinende Zeitschrift der Portugiesisch-Hanseatischen Gesellschaft. Von 1989 bis 1993 erschien die deutsch-portugiesische Literatur- und Kulturzeitschrift Arcada.
Das deutschsprachige Magazin Entdecken Sie Algarve erscheint seit 1991 in Portugal.
Daneben existieren eine Reihe deutschsprachiger Internetseiten zu Portugal allgemein und zu einzelnen Regionen im Besonderen, etwa zur Algarve, zu Madeira oder zu den Azoren.
Betreiber der Seite Football Leaks sind unbekannte Whistleblower aus Portugal, Der Spiegel berichtete von den Enthüllungen und der Spiegel-Reporter Rafael Buschmann teilte Anfang 2016 in Europa mit rund 60 Journalisten über 18,6 Millionen Dokumente.
Auch verschiedene regelmäßige Fachpublikationen der Lusitanistik, die an verschiedenen deutschen Fakultäten und Instituten insbesondere in Trier, Tübingen und Köln erscheinen, sind zu nennen. In Portugal erscheinen entsprechende Veröffentlichungsreihen zur Germanistik, insbesondere in Coimbra und Lissabon.
Die Deutsche Welle startete im Oktober 1954 ihre fremdsprachigen Sendungen, zu denen seither auch die portugiesischsprachigen Sendungen zählen.

## Kultur

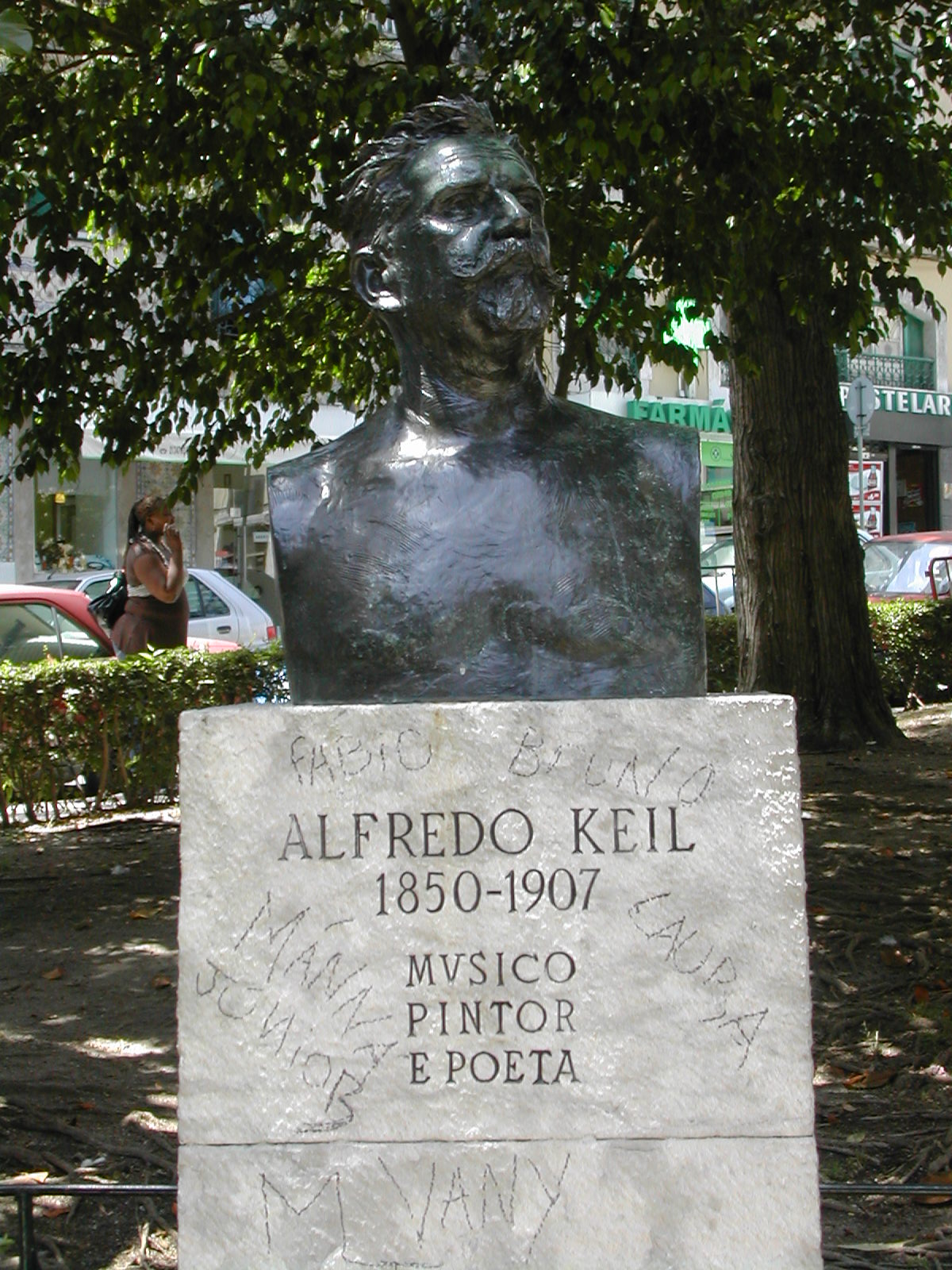
Gedenkbüste Alfredo Keils im Jardim Alfredo Keil, Lissabon

Zwischen beiden Ländern besteht ein steter Austausch auf allen Ebenen.

### Bildende Kunst
Werke klassischer und moderner deutscher Künstler sind in verschiedenen portugiesischen Museen zu sehen. Ebenso befinden sich eine Vielzahl portugiesischer Werke in deutschen Museen, etwa Vieira da Silvas (1880–1918) in der Kunstsammlung Nordrhein-Westfalen in Düsseldorf. Sie hatte bereits an der documenta 1 (1955) und folgenden documentas teilgenommen.
Der portugiesische Maler Alfredo Keil (1850–1907) war deutscher Abstammung. Bekannt wurde er auch als Komponist der portugiesischen Nationalhymne.
Unter den weiteren Beispielen sind auch eher ungewöhnliche Werke wie die portugiesische Wachsbüste im Museum Europäischer Kulturen in Berlin oder die Nachbildung einer Windmühle von der Algarveküste, die seit 1993 im Internationalen Mühlenmuseum in Gifhorn zu sehen ist.
Auch als „Hamburger Fayencen“ bekannt sind blau-weiße Keramikgegenstände aus dem 17. Jahrhundert, die in verschiedenen Sammlungen und Museen gezeigt werden, jedoch portugiesischen Ursprungs sind. Ton- und Keramikfreunde in Deutschland haben in den letzten Zeiten zunehmend die portugiesische Töpferkunst entdeckt, und so arbeiten auch portugiesische Töpfer und Keramikhandwerker inzwischen in deutschen Ateliers und Werkstätten.
1995 gründete der deutsche Adlige Graf Nikolaus von und zu Sandizell ein weltweit führendes Unterwasserarchäologie-Unternehmen, in der Nähe der Kap Verde wurde das einzige silberne portugiesische Astronom aus dem Jahre 1645 geborgen. Es ist im Museum in den USA zu besichtigen.
Der deutsche Künstler Ingo Kühl begegnete 1985 im Centro Cultural São Lourenço im portugiesischen Almancil einer Reihe bekannter Künstler und Sammler, darunter Günter Grass, João Cutileiro, José de Guimarães und Kurt Mühlenhaupt. Seine Laufbahn nahm danach entscheidende weitere Impulse.
Der portugiesische Künstler Vitor Ramos arbeitet in den Bereichen Grafik, Malerei und Skulptur, und lebt und arbeitet in Deutschland.

### Literatur

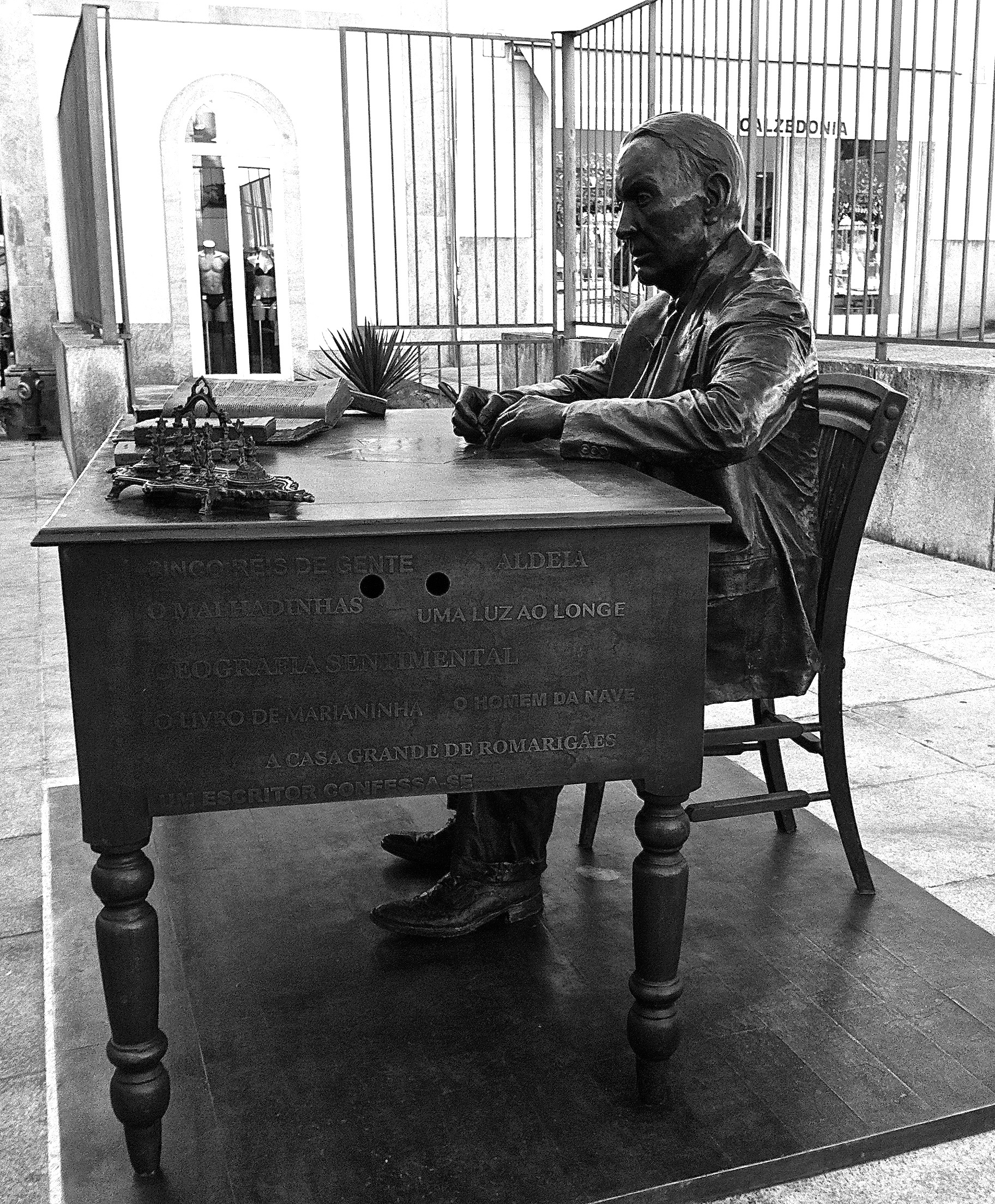
Denkmal für Aquilino Ribeiro in Viseu

### Film

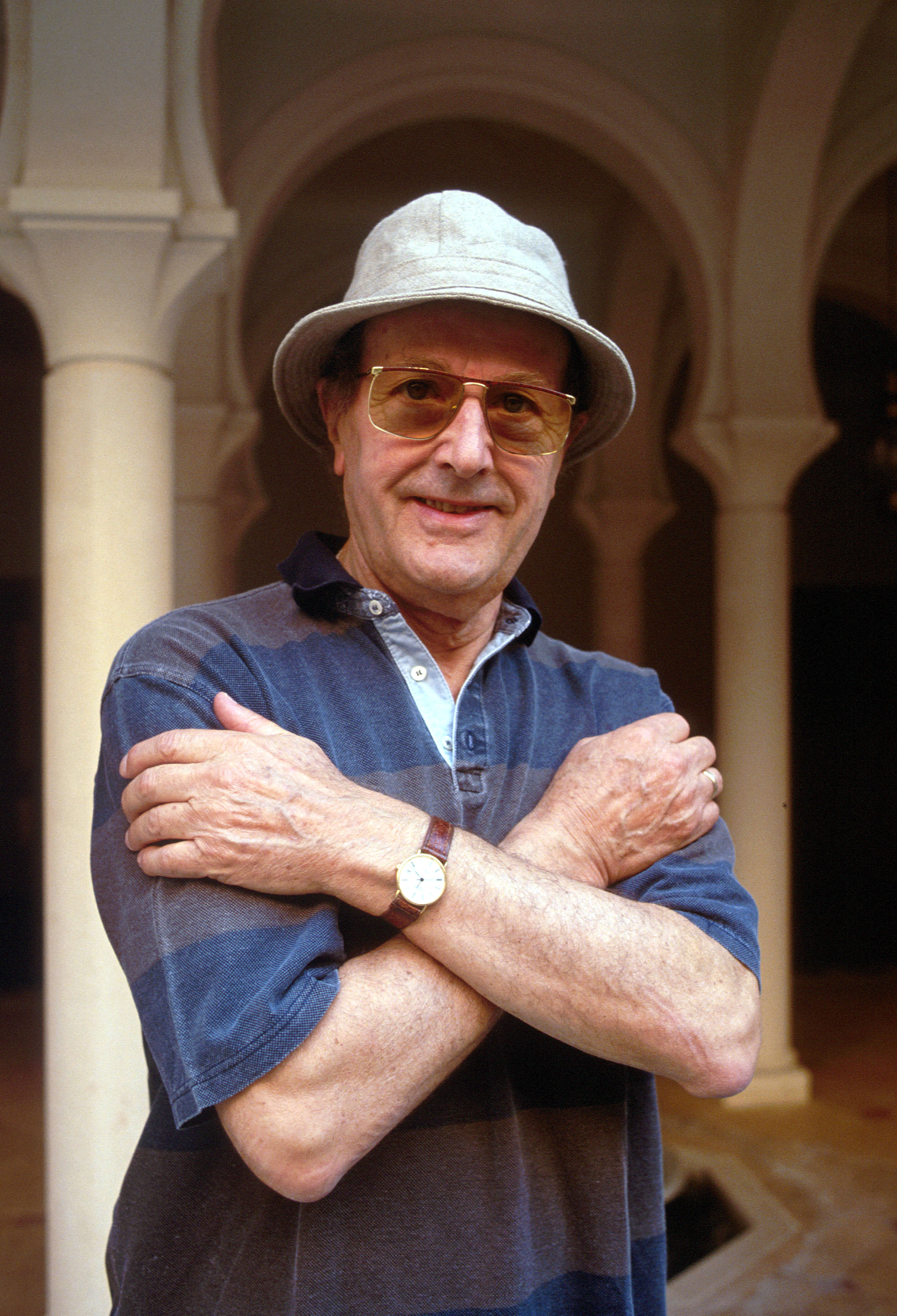
Manoel de Oliveira (1991 in Venedig)

Der ehemalige UFA-Schauspieler Artur Duarte (1895–1982) war für einige der bis heute populärsten portugiesischen Komödien der 1930er und 40er Jahre verantwortlich. Er arbeitete u. a. mit dem deutschen Regisseur Max Nosseck (1902–1972), der mehrmals in Lissabon drehte. Auch andere deutsche Filmschaffende arbeiteten in Portugal, neben Regisseuren auch Techniker und Kameraleute, etwa Willy Goldberger, der hier 1938 und 1939 mindestens bei drei Filmen wirkte. Der deutsche Regisseur Wim Wenders (* 1945) drehte hier mehrfach, darunter 1994 die vielbeachtete Lisbon Story, anlässlich der Lissaboner Kulturhauptstadt Europas.
Manoel de Oliveira (1908–2015) galt bis zuletzt als einer der bedeutendsten Autorenfilmer Europas. Als Initialzündung für seine Hinwendung zur Filmregie nennt er Walter Ruttmanns Film Berlin – Die Sinfonie der Großstadt von 1927. Seine Kenntnisse in Farbfilm und seine erste entsprechende Ausrüstung erwarb Oliveira 1955 in Deutschland.
Der Portugiesische Film ist bis heute in Deutschland vornehmlich unter Cineasten ein Begriff, nicht so sehr außerhalb jener eingeweihten Kreise. Namen wie Manoel de Oliveira, João César Monteiro (1939–2003) oder João Botelho (* 1949) sind dafür Belege. Bei den Oberhausener Kurzfilmtagen waren mehrmals portugiesische Beiträge vertreten. 2011 gewann Sandro Aguilars Film Mercúrio dort den Hauptpreis. Auch auf der Berlinale sind portugiesische Regisseure häufig zu Gast. So wurde Miguel Gomes für seinen Film Tabu – Eine Geschichte von Liebe und Schuld 2012 dort mit dem Alfred-Bauer-Preis ausgezeichnet. Verhältnismäßig selten laufen dagegen portugiesische Filme in rein kommerziellen Zusammenhängen in Deutschland. Tabu war so ein Beispiel, oder auch die im August 2013 angelaufene, französisch-portugiesische Integrationskomödie Portugal, mon amour.
Häufiger kommt es auch zu gemeinsamen deutsch-portugiesischen Produktionen, darunter Filme von deutschen Regisseuren wie Wim Wenders, Fred Kelemens prämierter Film Abendland, Jonas Rothlaenders Erstling Fado, Unterhaltungsfilme wie Sechs Pistolen jagen Professor Z und Ein Sommer in Portugal, und internationale Produktionen wie Nachtzug nach Lissabon oder Das Geisterhaus, und auch von portugiesischen Regisseuren wie Miguel Gomes, Oliveiras Die Kannibalen, O Processo do Rei von João Mário Grilo, Fernando Lopes Krimi Fluchtpunkt oder der preisgekrönte Briefe aus dem Krieg.
Zu den deutschen Filmen, die in Portugal gedreht wurden, zählen so unterschiedliche Werke wie Unterhaltungsfilme (beispielsweise Der Fremdenführer von Lissabon von 1956 oder Ein Käfer gibt Vollgas von 1972), der poetische halbdokumentarische Taxi Lisboa (1996), Literaturverfilmungen wie die verschiedenen Adaptionen der Bekenntnisse des Hochstaplers Felix Krull und die des Emigrantenromans Die Nacht von Lissabon 1971 durch Zbyněk Brynych für das ZDF, Christian Petzolds prämiertes Werk Die innere Sicherheit, oder auch Independentfilme wie Nana Neuls Mein Freund aus Faro (2008).
Der portugiesische Regisseur Hugo Vieira da Silva lebt und arbeitet zum Teil in Berlin. Er drehte mehrfach auch mit deutschen Schauspielern, etwa seinen prämierten Kinofilm Body Rice (2006), mit Sylta Fee Wegmann, Alice Dwyer, André Hennicke und Julika Jenkins in wichtigen Rollen. Seinen folgenden Film Swans produzierte 2011 die Berliner Flying Moon, und hier übernahmen mit Kai Hillebrand, Ralph Herforth und Maria Schuster Darsteller aus Deutschland gleich alle drei Hauptrollen.
In Deutschland existiert ein Filmfestival des portugiesischen Films, die seit 2018 in Berlin stattfindenden Portuguese Cinema Days. Vom 23. bis zum 26. Januar 2025 findet die erste Ausgabe des Lusofest statt, ein Festival für portugiesischsprachigen Film des Filmklubbs Offenbach.
In Portugal veranstaltet das Goethe-Institut unter dem Namen KINO eine regelmäßige Filmschau deutscher Kinofilme, die bisher u. a. im Lissabonner Cinema São Jorge (2023) und im TAGV in Coimbra (2021) stattfanden. Zudem werden immer wieder Filmreihen zum deutschen Filmschaffen in der Cinemateca Portuguesa gezeigt, neben deutschen Filmzyklen an anderen Orten, etwa der vom Goethe-Institut mit-initiierte zweimonatige Filmzyklus an der Universität Porto, der im November und Dezember 2024 erstmals stattfand.

### Musik

#### Neue Musik/Klassik/Jazz
Der portugiesische Komponist Vianna da Motta (1868–1948) lebte 30 Jahre in Deutschland. Zunächst studierte er in Berlin, Weimar und Frankfurt am Main, wo er u. a. 1885 Schüler von Franz Liszt in Weimar war. Danach wirkte er hier selbst und nahm u. a. 1905 zehn Klavierstücke für das Reproduktionsklavier Welte-Mignon auf, darunter drei eigene Kompositionen. Auch seine Arbeit an der Sing-Akademie zu Berlin ist zu nennen.
Sieben Partituren geistlicher Musik des portugiesischen Komponisten Francisco António de Almeida aus dem 18. Jahrhundert befinden sich in Berlin, Dresden und Kassel, zudem sind Kopien von Libretti Almeidas an verschiedenen Orten in Deutschland verteilt zu finden.
Auch in Portugal gehören die klassischen deutschen Komponisten zum Bildungskanon, neben Bach insbesondere Beethoven und andere Namen der Wiener Klassik, aber auch Wagner wird häufig aufgeführt.
Maria João Pires, Pedro Burmester und Mário Laginha sind Pianisten von Weltrang und traten auch schon in Deutschland auf. Letzterer komponierte für die NDR Bigband und die HR-Bigband.
Der Bassist Carlos Bica studierte in Würzburg, seit 1994 lebt er in Berlin. Mit Frank Möbus und Jim Black gründete er das Trio Azul.

#### Pop/Rock

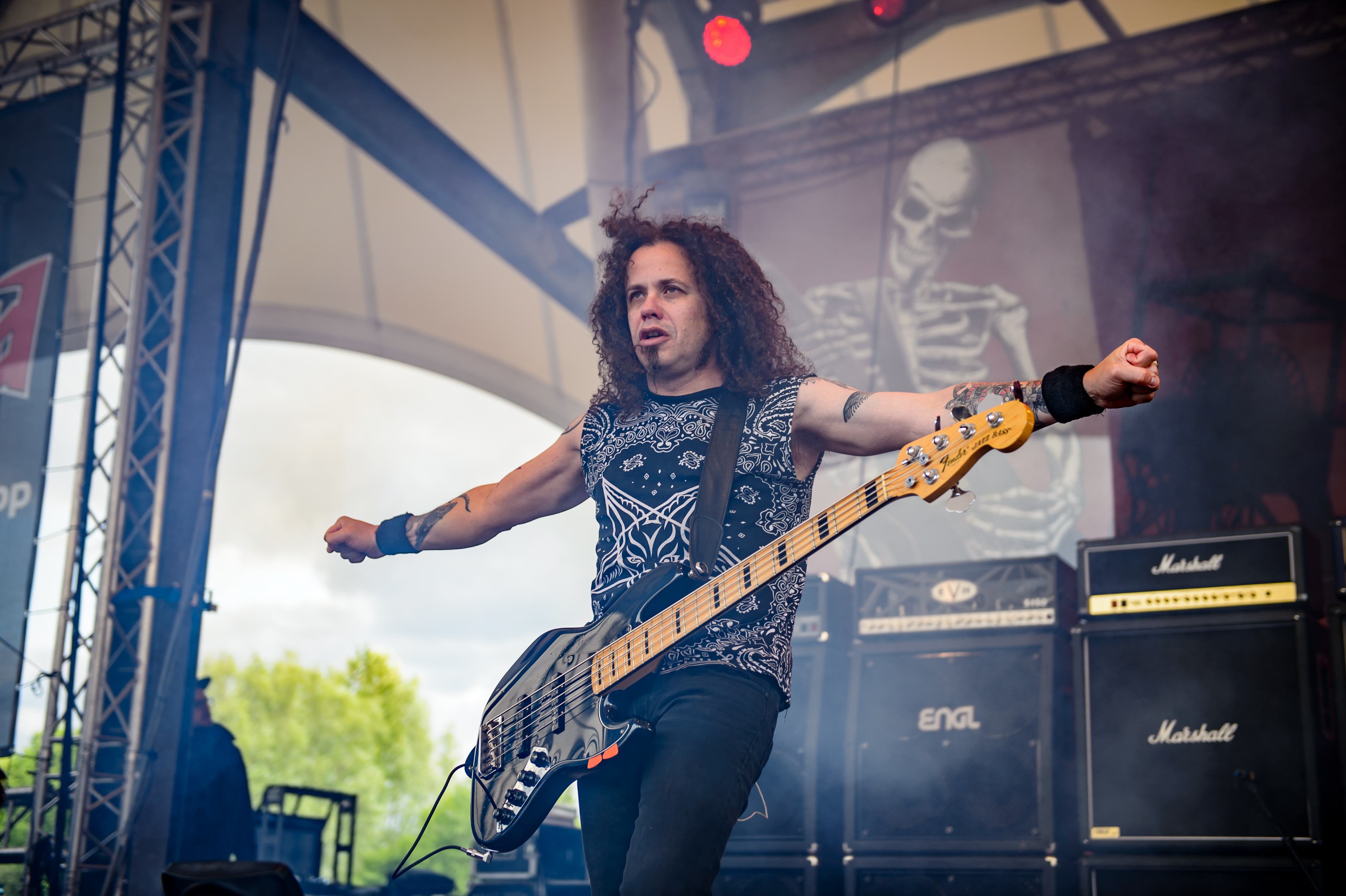
Moonspell, 2016 in Gelsenkirchen

In weitgehend allen Musikrichtungen ist Portugal in die internationale Musikszene eingebunden, trotz seines kleinen Binnenmarktes und seiner Randlage. Es gibt dabei zahlreiche Beispiele, bei denen eine Verbindung zu Deutschland besteht. So touren portugiesische Gruppen wie das Akkordeon-Projekt Danças Ocultas, die Early-Reggae-Band Ratazanas oder die Folkrockband Dazkarieh regelmäßig auch durch Deutschland. Die bekannte Heavy-Metal-Band Moonspell erreichte ihren internationalen Durchbruch mit Alben, die beim Dortmunder Label Century Media erschienen, und denen sich auch zahlreiche Konzerte in Deutschland anschlossen. Auch die beiden ersten Alben der Ratazanas sind beim Münsteraner Label Grover Records erschienen. Veröffentlichungen von Gruppen wie der Folk-Pop-Band OqueStrada, der Oi/Punk-Band Mata-Ratos oder der anspruchsvollen HipHop-House-Reggae-Formation Cool Hipnoise sind auch als deutsche Ausgaben erschienen.
Die bekanntesten deutschen Gruppen in Portugal waren zuletzt Rammstein und Tokio Hotel. Auch Kraftwerk, die Scorpions und eine Reihe deutscher Heavy-Metal-Bands haben dort einen nennenswerten Bekanntheitsgrad unter Musikfreunden.

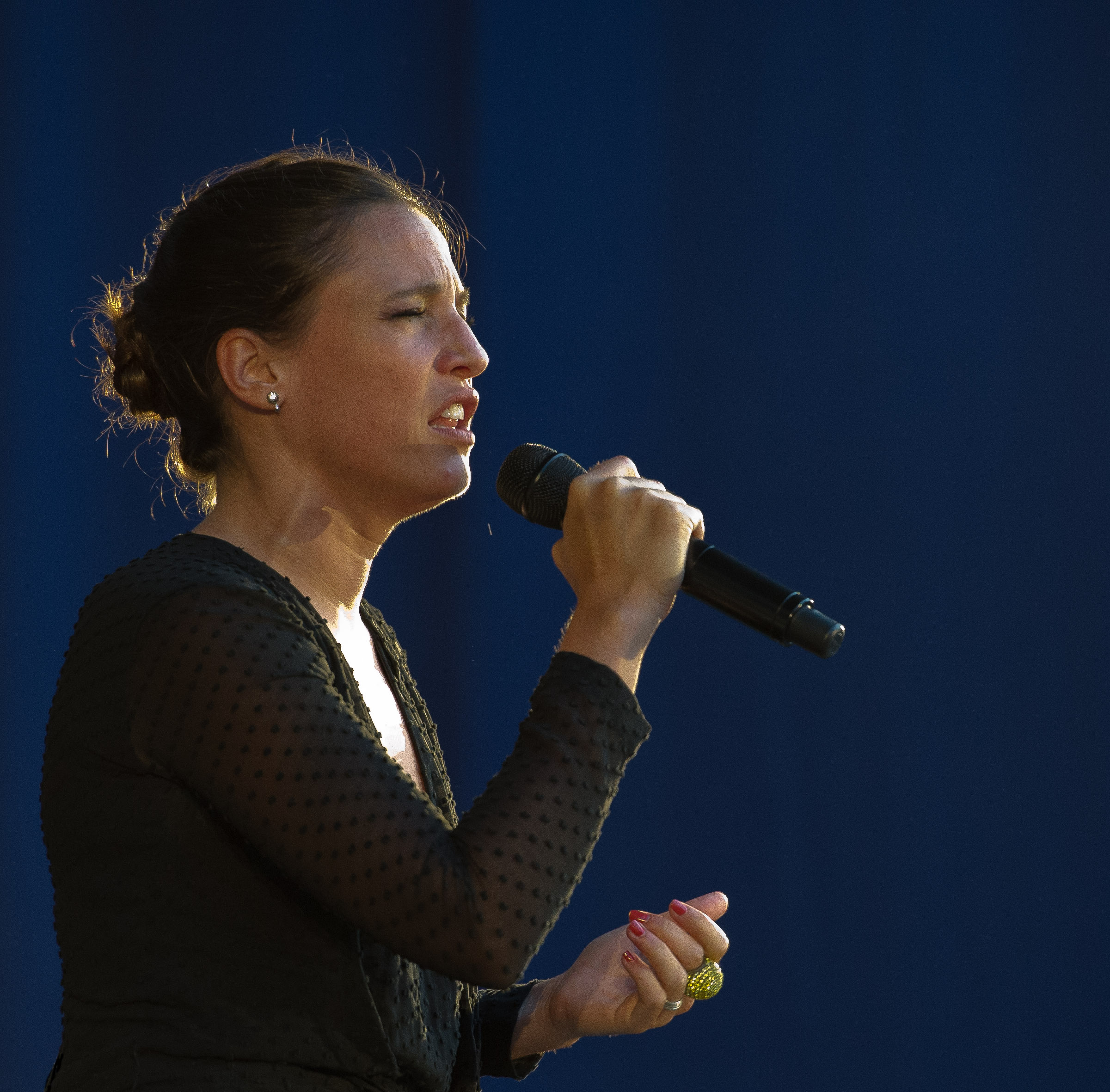
Fadosängerin Carminho, 2012 in Frankfurt/Main

2017 gewann der Portugiese Salvador Sobral, der deutsche Vorfahren hat, den Eurovision Song Contest. 2018 fand der Eurovision Song Contest 2018 in der Altice Arena in Lissabon statt.

#### Fado
Eine Vielzahl Fadosängerinnen gibt auch in Deutschland regelmäßig Gastspiele, etwa Cristina Branco, Mariza oder Ana Moura. Der bedeutende Fadosänger Carlos do Carmo (1939–2021) sprach nicht nur Deutsch, er gab auch zahlreiche Gastspiele hier, darunter ein 1983 als Livealbum veröffentlichter Auftritt in der Alten Oper Frankfurt.
Auch in Deutschland selbst gibt es Fadosänger und Fadogruppierungen, zumeist hier lebender Portugiesen. Einige Bekanntheit haben u. a. das Berliner Trio Fado und die Formation Sina Nossa aus Unna und Dortmund erreicht, sowohl live als auch mit hier erschienenen Tonträgern. Zu nennen ist auch Telmo Pires, der in Portugal geboren ist, im Ruhrgebiet Anfang der 1990er-Jahre als Fado- und Chansonsänger bekannt wurde und heute in Berlin und Lissabon lebt. Eine Vielzahl Tonträger sind von ihm bereits in Deutschland erschienen.

## Sport

### Fußball

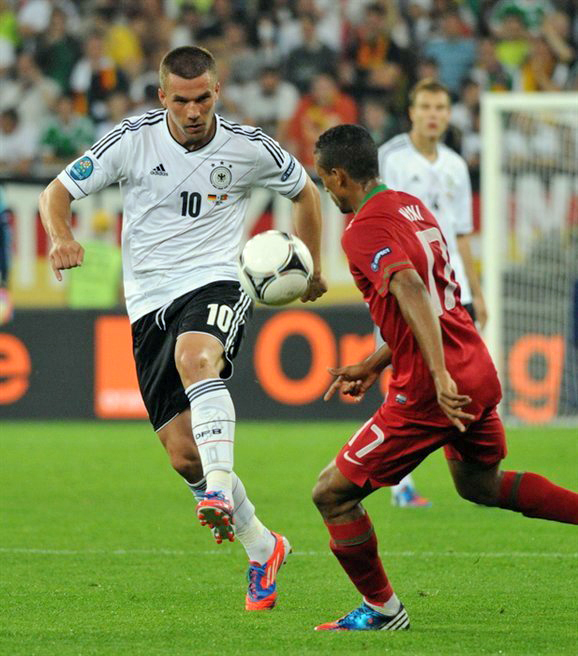
Podolski und Nani im Zweikampf, am 9. Juni 2012 bei der EM 2012

Die portugiesische Fußballnationalmannschaft und die deutsche Nationalelf trafen bisher 18 Mal aufeinander, erstmals am 27. Februar 1936 bei einem Freundschaftsspiel im Lissabonner Estádio do Lumiar. Vor 25.000 Zuschauern gewann die deutsche Auswahl mit 3:1. Zuletzt spielte Deutschland am 16. Juni 2014 während der WM 2014 in Brasilien gegen Portugal. Dabei kassierte Portugal mit 0:4 im Stadion Arena Fonte Nova in Salvador seine bislang höchste Niederlage gegen eine deutsche Auswahl. Insgesamt zählte man bisher fünf deutsche Gewinne, drei portugiesische Siege und zehn Remis (Stand Januar 2017).
Auch in europäischen Vereinswettbewerben treffen deutsche und portugiesische Klubs immer wieder aufeinander. Zu den denkwürdigeren Begegnungen zählen dabei der überraschende 5:0-Sieg Borussia Dortmunds im Europapokal der Landesmeister 1963/64 über das damalige europäische Spitzenteam Benfica Lissabon oder auch der dramatische 2:1-Sieg des FC Porto im Finale des Europapokals der Landesmeister 1986/87 gegen den FC Bayern München in Wien. In der Arena Auf Schalke in Gelsenkirchen gewann der FC Porto die UEFA Champions League 2003/04 im Finale gegen AS Monaco.
Einige deutsch-portugiesische Fußballer haben einige Bekanntheit erlangt, darunter der portugiesische Europameister 2016 Cédric Soares oder auch Sérgio da Silva Pinto (ehemals Schalke 04, Hannover 96), der bei der EM 2016 auch mehrmals in der Fernsehsendung Beckmanns Sportschule zu sehen war, die Reinhold Beckmann nach jedem Spieltag aus der Sportschule Malente sendete.

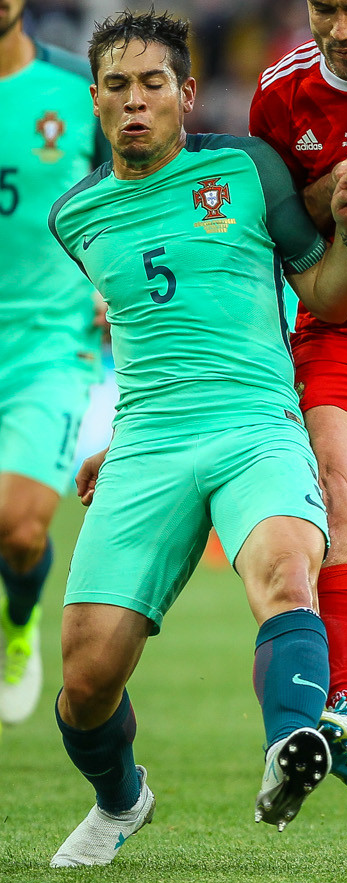
Raphael Guerreiro, Europameister 2016, aktuell bei Borussia Dortmund

Portugiesische Spieler sind nicht so häufig in Deutschland wie in Spanien oder England unter Vertrag, laufen aber gelegentlich auch für deutsche Klubs auf, etwa Paulo Sousa bei Borussia Dortmund oder Hugo Almeida bei Werder Bremen. Aktuell stehen drei Portugiesen in der Bundesliga unter Vertrag: Renato Sanches vom FC Bayern München, Raphaël Guerreiro von Borussia Dortmund, und Bruma bei RB Leipzig (Stand 2017).
Deutsche Spieler sind ebenfalls seltener in Portugal als in England oder Spanien unter Vertrag, darunter der Torwart Robert Enke, der einige Jahre bei Benfica Lissabon unter dem deutschen Trainer Jupp Heynckes spielte. In der Winter-Transfer-Periode 2019/2020 wechselte der deutsche Nationalspieler Julian Weigl vom BVB Borussia Dortmund nach Portugal zum Rekord Meister Benfica Lissabon. Seit 2024 spielt Nationalspielerin Manjou Wilde bei Sporting Braga im portugiesischen Oberhaus der Frauen.

### Handball
Die deutsche Nationalmannschaft und die portugiesische Auswahl spielten bisher 16 Mal gegeneinander, mit 14 deutschen und zwei portugiesischen Siegen.
Bei der Handball-Europameisterschaft der Männer 1994 in Portugal wurde der Gastgeber Zwölfter, die deutsche Auswahl wurde Neunter. Die beiden Teams trafen dabei nicht aufeinander. Auch bei der WM 2003 kam Gastgeber Portugal auf den 12. Platz, Deutschland wurde Zweiter.
Für die WM 2007 in Deutschland konnte sich Portugal ebenso wenig qualifizieren, wie bereits bei den vorherigen WM in Deutschland (BRD: 1982 und 1961, DDR: 1974 und 1958). Bei der EM 2020 besiegte Deutschland die Portugiesen im Spiel um Platz 5 mit 29:27. Eine EM wird in Deutschland im Jahr 2024 ausgetragen.
Der ukrainisch-portugiesische Handballspieler Viktor Tchikoulaev stand in der Saison 1998/99 beim deutschen Zweitligisten VfL Hameln unter Vertrag. Der portugiesische Nationalspieler João Ferraz spielte beim Bundesligisten HSG Wetzlar, die aktuellen Auswahlspieler Gilberto Duarte und André Gomes laufen in der Saison 2022/23 für Frisch Auf Göppingen bzw. die MT Melsungen auf. Der ehemalige deutsche Nationalspieler Ole Rahmel gewann mit Benfica Lissabon die EHF European League 2021/22 im Finale gegen den SC Magdeburg. Ex-Nationalspieler Jens Schöngarth schied im Verlauf dieses Wettbewerbs mit Sporting Lissabon gegen Magdeburg aus, gewann 2022 aber den portugiesischen Pokal. Ex-Nationalspieler Manuel Späth wurde in der Saison 2020/21 mit dem FC Porto portugiesischer Meister und Pokalsieger. Jan Kleineidam wechselte im Sommer 2022 zum Erstligisten Vitória Setúbal.
Der FC Porto schaltete den SC Magdeburg im EHF-Pokal 2018/19 aus und qualifizierte sich somit für die Gruppenphase. Im Halbfinale des Final Four in Kiel schied das Team gegen die Füchse Berlin aus. Porto gelang in der EHF Champions League 2019/20 ein 28:27-Auswärtssieg beim THW Kiel. Bereits in der EHF Champions League 1997/98 gewann Porto das Heimspiel gegen Kiel mit 31:21. Auch der Champions-League-Finalist von 1994, der Académico Basket Clube aus Braga, besiegte den THW in zwei von vier Begegnungen.

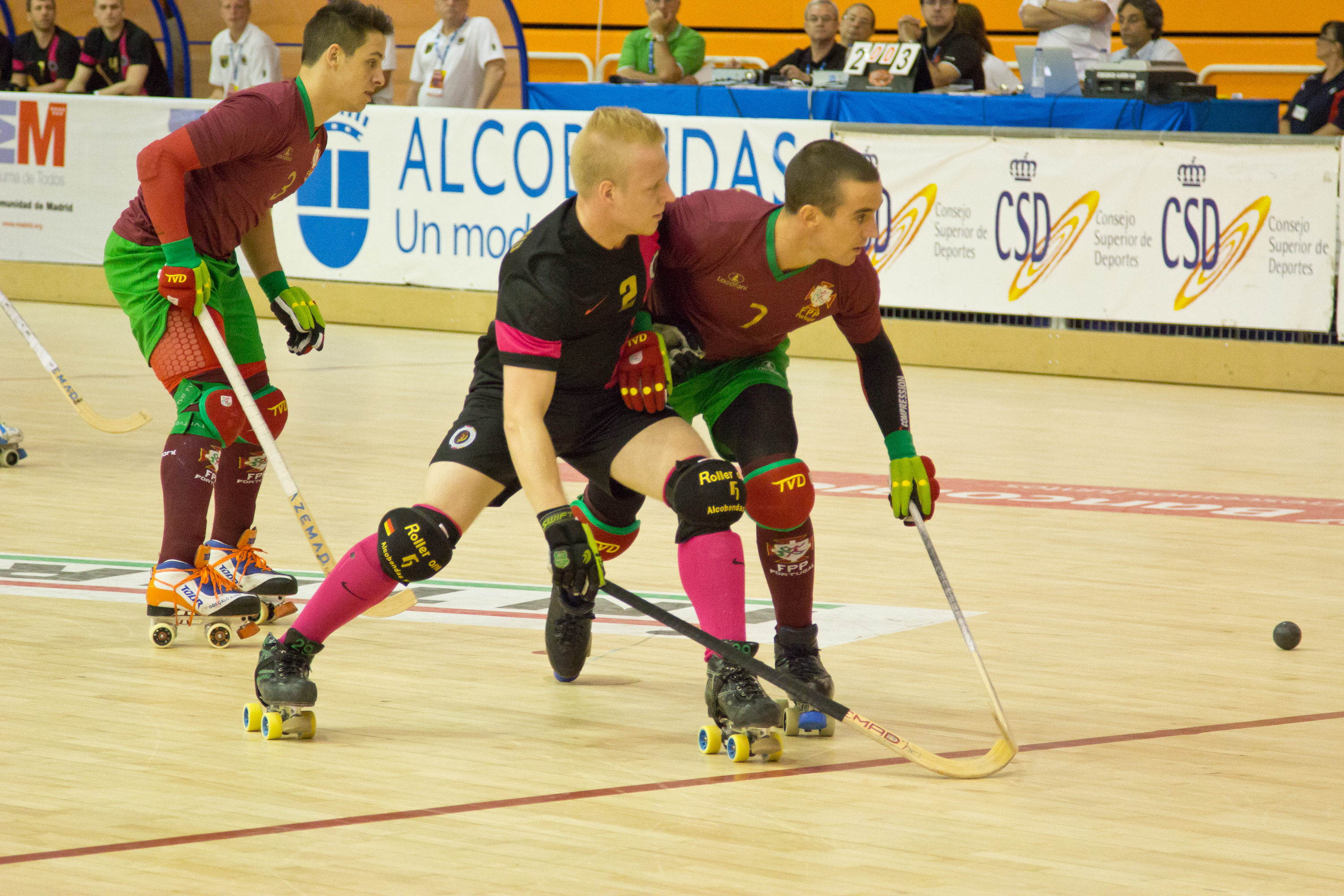
Deutschland unterlag gegen Portugal bei der EM 2014 mit 3:13

### Rollhockey
Rollhockey ist in Portugal ungleich populärer als in Deutschland, das allerdings 1936 die erste Rollhockey-Weltmeisterschaft der Geschichte ausrichtete. Portugal wurde dabei Dritter, Deutschland kam nicht unter die letzten Vier. Bei der zweiten deutschen WM, 1997 in Wuppertal, wurde Portugal nur Vierter, während Deutschland keine Platzierung erreichte.
Portugal richtete insgesamt zehn Weltmeisterschaften aus, bei denen es 10 seiner 15 Weltmeistertitel errang. Die beste deutsche Platzierung gelang dabei 1974 mit dem vierten Platz.

### Tennis
Portugals beste Tennisspielerin ist die deutschstämmige Maria João Koehler.
Während bei den Männern noch kein deutscher Spieler ein Turnier in Portugal und noch kein Portugiese ein deutsches Turnier gewinnen konnte, beendeten bei den Damen bereits mehrmals deutsche Spielerinnen das wichtigste portugiesische Turnier, das WTA Oeiras (vorher Estoril Open), als Siegerinnen, zuletzt Gréta Arn bei den Estoril Open 2007.

### Badminton
Bei den Portugal International gewannen bereits mehrmals deutsche Spieler, darunter die erste Austragung 1965 (Otto Hecker). Nach zwei weiteren deutschen Siegen 2001 und 2011 konnte zuletzt Dieter Domke das Turnier 2012 als Sieger abschließen. Den deutschen Damen gelang bisher dort kein Titel. (Stand Januar 2017)

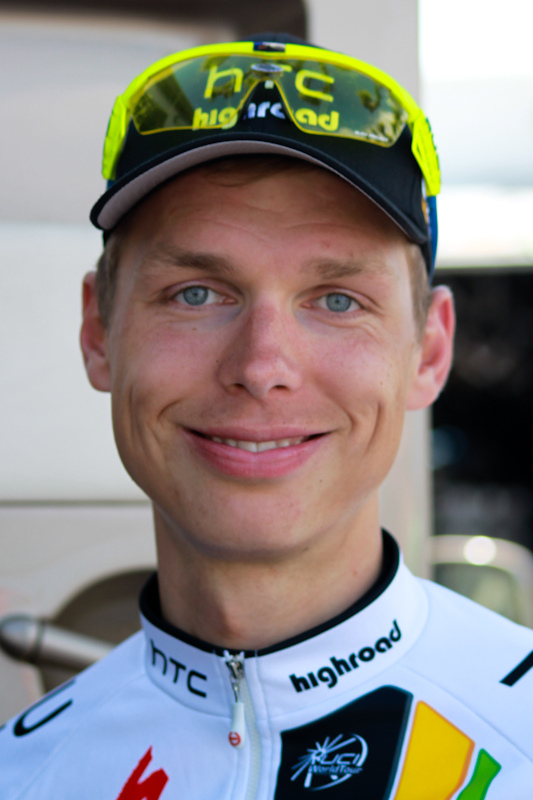
Tony Martin gewann zweimal die Algarve-Rundfahrt

Bei den German Open gab es bisher weder für Männer noch Frauen aus Portugal einen Titel.

### Radsport
Die Portugal-Rundfahrt konnte bisher noch kein deutscher Radrennfahrer gewinnen, ebenso gab es bisher keinen portugiesischen Titel bei der Deutschland Tour. 2011 und erneut 2013 gewann Tony Martin als bisher einziger Deutscher die Algarve-Rundfahrt.
Bei den in Portugal veranstalteten Hallenradsport-Weltmeisterschaften 1999 und 2009 gewann das deutsche Team beide Male die meisten Medaillen. Umgekehrt gewann Portugal bei den Hallenradsport-Weltmeisterschaften 2000 in Böblingen eine Goldmedaille im Zweier-Kunstradfahren der Frauen.

### Surfen

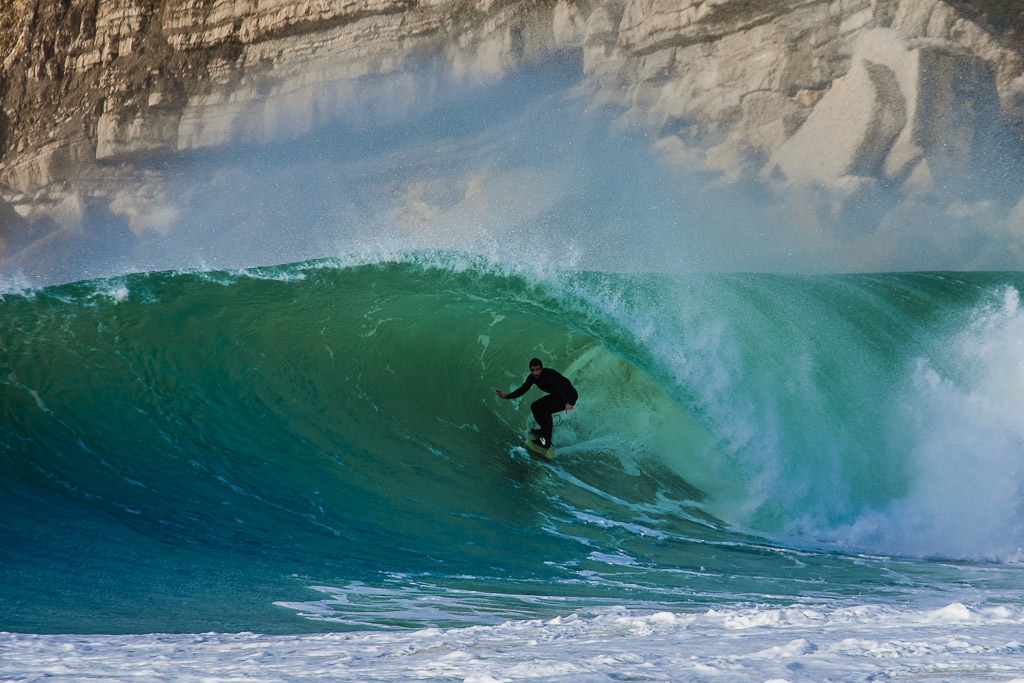
Die Nazaré BIG-Wave

Die portugiesische Westküste ist ein weltweit anerkanntes Surfer-Paradies mit ausgewiesenen Surfspots für Windsurfer, Surfer und Kitesurfer, z. B. der Surfspot Nazaré. Die Wellen bei Nazaré sind für Surfer weltweit ein Paradies und als Monsterwellen im Guinness-Buch der Rekorde eingetragen.
Schauplatz internationaler Surfwettbewerbe und ASP-Weltmeisterschaften (WQS) ist weiter südlich von Nazaré der malerische Ort Ericeira. Jährlich können die besten Surfer zeigen, wer am besten auf den Riesenwellen reiten kann.
Sebastian Steudtner, ein Big-Wave-Surfer mit deutscher und österreichischer Staatsbürgerschaft, ist übers Jahr oft im Fischerort Nazaré, weil man hier jederzeit mit Wellenhöhe um die 30 Metern rechnen kann (Nazaré-Welle) und man sich von einem Jetski oder Hubschrauber auf die Big-Waves bringen lassen kann (diese Technik wird Tow-in surfing genannt).

### Tischtennis
Portugal gewann 3-1 gegen Deutschland in der Altice Arena die Tischtennis-Europameisterschaft 2014. Die vier portugiesischen Top-Spieler Tiago Apolónia, João Monteiro, Marcos Freitas und João Geraldo spielten alle zeitweise bei verschiedenen Vereinen in der Tischtennis-Bundesliga.

### Volleyball
Portugal war 1947 Gründungsmitglied des Weltvolleyball-Verbandes FIVB und einer der besten portugiesischen Spieler João José (Kapitän) spielte in der Bundesliga 2003–2014 beim VfB Friedrichshafen. Er wurde mit dem Verein sieben Mal Deutscher Meister und gewann 2007 die Volleyball Champions League 2006/07.

### Golf
Es gibt fast 100 Golfanlagen in Portugal. Die 18-Lochanlage (von weiß 6.303 m, Par 71) samt Clubhaus und Trainingseinrichtungen wurde unter der Voraussetzung gebaut, den Lebensraum von geschützten Pflanzen und Tieren nicht zu beeinträchtigen, wofür das Resort mit der international anerkannten „Audubon International Gold Signature“ ausgezeichnet wurde. So bietet das Areal heute neuen und geschützten Lebensraum für Flora und Fauna.
Sowohl auf dem portugiesischen Festland bei Lissabon und an der Algarve: 2001 war der Bremer Sven Strüver bester deutscher bei den Open Portugal. Die Portugal Masters und auf Madeira und den Azoren finden regelmäßig Turniere der Golfelite statt.

### Schach
Der Dortmunder Patrick Zelbel wurde 2017 Zweiter bei der elften Auflage des Torneio Internacional de Xadrez da Figueira da Foz, dem internationalen Schachturnier im portugiesischen Seebad Figueira da Foz.

## Persönlichkeiten
Eine Vielzahl bekannter Persönlichkeiten waren oder sind beiden Ländern verbunden oder haben sich um deren Beziehungen verdient gemacht, in so verschiedenen Bereichen wie Politik, Kultur, Sport, Wissenschaft und Wirtschaft, aber auch durch Auswanderung ins jeweils andere Land oder familiäre Verbindungen. So waren Königshäuser beider Ländern mehrfach durch Heirat und Nachkommenschaft miteinander verbunden. Portugiesische Wissenschaftler wie der Informatiker José Luis Encarnação (* 1941) oder der Archäologe Aníbal do Paço Quesado (1931–2011) wirkten in Deutschland, während Deutsche wie der Kartograf Martin Behaim (1459–1507) oder der Unterwasserarchäologe Nikolaus von und zu Sandizell (* 1959) in Portugal tätig waren.
War der portugiesische Baumeister Emanuel Herigoyen (1746–1817) in Deutschland aktiv, so wirkte der deutsche Baumeister Johann Friedrich Ludwig (1673–1752) in Portugal. Deutsche Handelsfamilien wie die Kopkes ließen sich in Portugal nieder, während sephardische Handelsfamilien aus Portugal nach Hamburg gingen und dort wesentlich zur Entwicklung der Handelsstadt beitrugen.
Zu nennen sind auch deutschstämmige Personen in Portugal wie Alfredo Keil (1850–1907), der die Melodie der Nationalhymne A Portuguesa komponierte, oder Herman José (* 1954), der zu den bekanntesten Fernsehgesichtern in Portugal gehört, während im Gegenzug deutsche Regisseure wie die Länder – Menschen – Abenteuer-Autorin Lourdes Picareta (* 1958) oder der Tatort-Regisseur Miguel Alexandre (* 1968) aus Portugal stammen.
Der portugiesische Schriftsteller Aquilino Ribeiro (1885–1963) lebte lange in Deutschland und war hier verheiratet, seine Berichte trugen wesentlich zur Wahrnehmung Deutschlands in Portugal bei. Heute tragen Personen wie der deutsch-portugiesische Journalist Miguel Szymanski (* 1966) zur gegenseitig vermittelten Wahrnehmung bei.

### Deutschsprachige Auswahl
- João Barrento, Klaus Pörtl (Hrsg.): Verflechtungen. Deutschland und Portugal. TFM-Verlag, Frankfurt am Main 2002, ISBN 3-925203-89-3.
- Michael Studemund-Halévy: Portugal in Hamburg. Ellert & Richter Verlag, Hamburg 2007, ISBN 978-3-8319-0267-5.
- Peter Koj: Português, meu amor. Schmetterling Verlag, Stuttgart 2015, ISBN 978-3-89657-875-4.
- Uli Jürgens: Ziegensteig ins Paradies: Exilland Portugal. Mandelbaum Verlag, Wien 2015, ISBN 978-3-85476-471-7.
- Eduardo Lourenço: Portugal - Europa: Mythos und Melancholie. Essays. TFM-Verlag, Frankfurt am Main 1997, ISBN 3-925203-58-3.

### Portugiesischsprachige Auswahl
- Maria Manuela Gouveia Delille: Portugal - Alemanha : Memórias e Imaginários (Primeiro Volume da Idade Média ao Séc. XVIII). Edições Minerva, Coimbra 2010, ISBN 978-972-798-208-0.
- Maria Manuela Gouveia Delille: Portugal - Alemanha : Memórias e Imaginários (Segundo Volume Séc. XIX e XX). Edições Minerva, Coimbra 2010, ISBN 978-972-798-288-2.
- Fernando Ribeiro (Hrsg.): Alemanha: Portugal. Edições Humus, Ribeirão 2014, ISBN 978-989-755-025-6.
- A. H. de Oliveira Marques: Portugal - Alemanha - África: do Imperialismo Colonial ao Imperialismo Político. Edições Colibri, Lissabon 2007, ISBN 978-972-8288-28-0.
- Luísa Coelho (Hrsg.): Encontros Por Contar Alemanha e Portugal. Orfeu, Brüssel 2014, ISBN 978-2-87530-044-7.